# Orschwiller
Pour les articles homonymes, voir Orschwiller (homonymie).
Orschwiller [ɔʁʃvilɛʁ]  est une commune française située dans la circonscription administrative du Bas-Rhin et, depuis le 1er janvier 2021, dans le territoire de la Collectivité européenne d'Alsace, en région Grand Est.
Cette commune se trouve dans la région historique et culturelle d'Alsace.

## Géographie

### Localisation
Orschwiller est situé à une centaine de mètres environ de la frontière entre le Haut-Rhin et le Bas-Rhin, entre les communes de Kintzheim et de Saint-Hippolyte.
Le village se trouve sur une antique route du pied des Vosges déjà fréquentée à l'époque des Celtes et réutilisée puis aménagée par les Romains. Aujourd'hui, cette route ne se trouve plus tout à fait au même endroit, puisqu'elle a été déplacée un peu plus au nord, non loin des collines couvertes de vignes.

### Géologie et relief

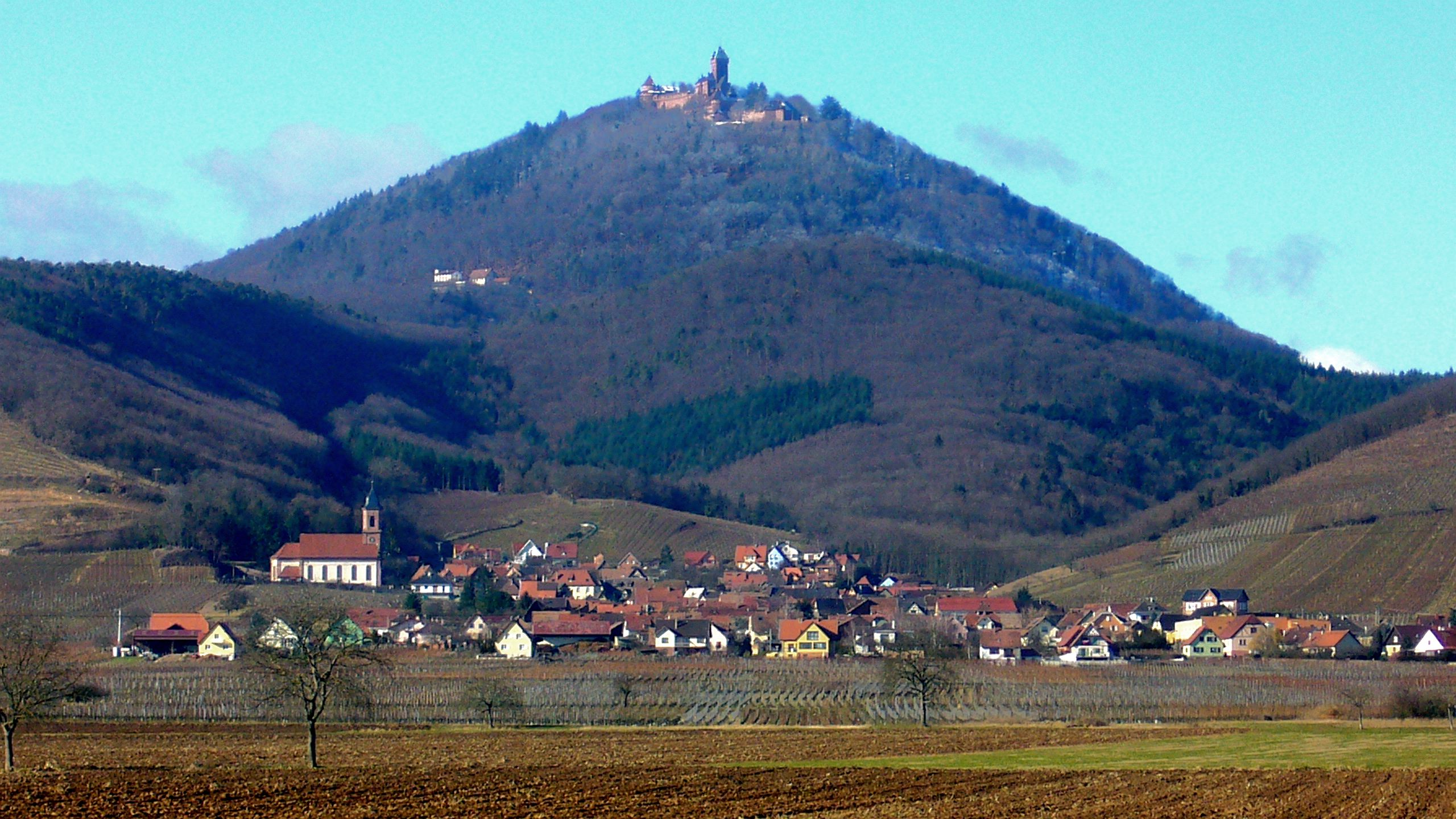
Le village d'Orschwiller pris depuis la voie rapide A35.

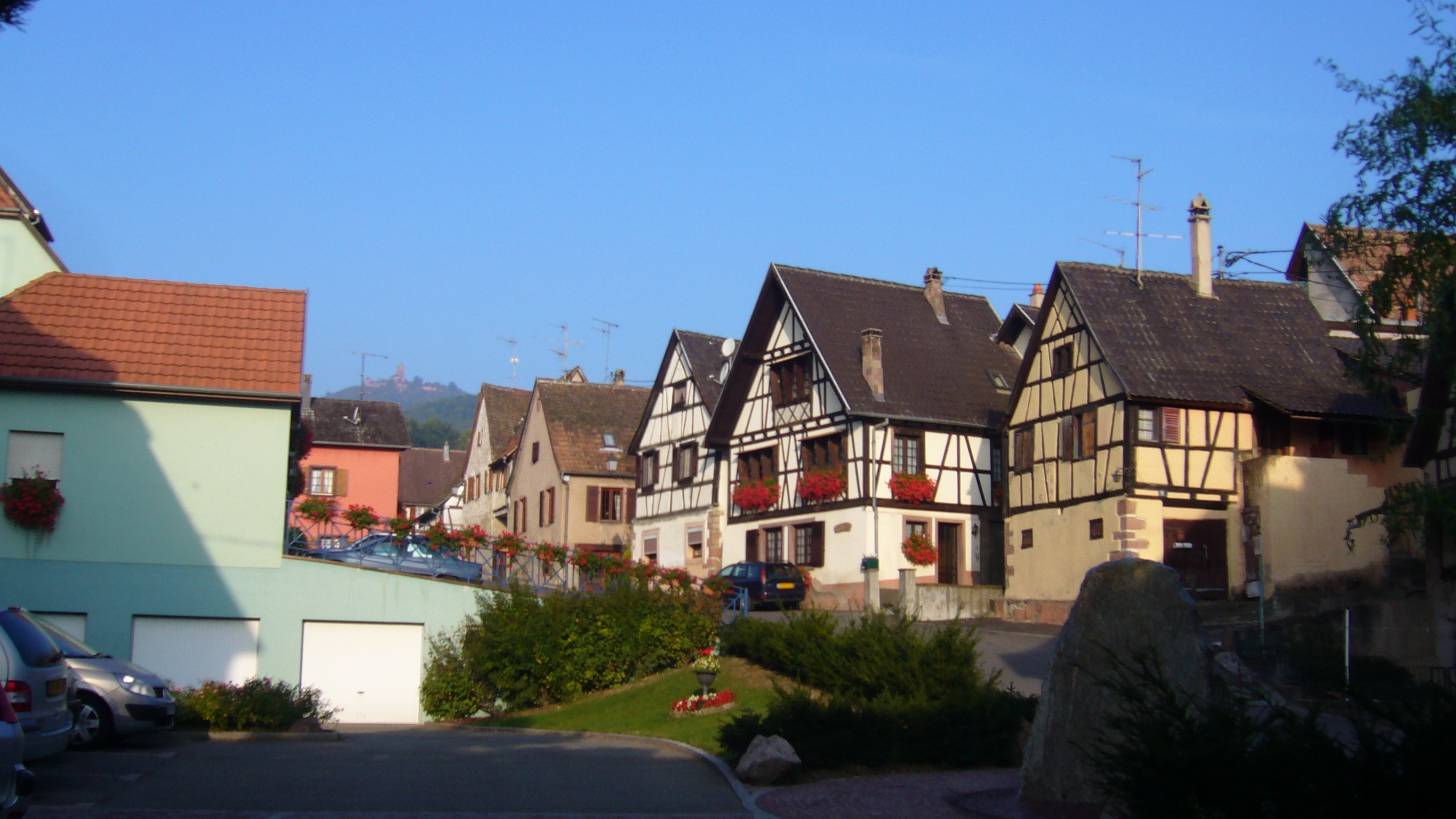
Haut du village d'Orschwiller - au loin, le château du Haut-Koenigsbourg.

La première vue que le visiteur aura du village, quand il arrive de loin, est l'imposante silhouette du château du Haut-Koenigsbourg qui est mentionné dans les chartes lorraines en roman sous le nom d'Estuphin.
Le ban d'Orschwiller possède 296 ha de forêts en montagne et 10 ha dans la plaine du Ried. La forêt qui se trouve sur le flanc des montagnes comprend deux parties : la forêt avant le Haut-Koenigsbourg, appelée « Köpfel », et la forêt derrière, appelée « Hinterwald » ou « Saarbachwald ». Le Hinterwald a fait l'objet de nombreuses contestations entre les communes de Bergheim, Saint-Hippolyte et Lièpvre. À l'origine, cette forêt faisait partie du domaine du prieuré de Lièpvre, que Charlemagne avait détachée le 14 septembre 774 du fisc royal de Kintzheim.
Le territoire communal a connu une exploitation de houille au XIXe siècle.

### Écarts et lieux-dits
- Köpfel
- Hinterwald
- Saarbachwald

### Sismicité
Commune située dans une zone de sismicité 3 modéré.

### Hydrographie

#### Réseau hydrographique
La commune est dans le bassin versant du Rhin au sein du bassin Rhin-Meuse. Elle est drainée par le ruisseau le Mittelgraben et le ruisseau le Saarbach,,.

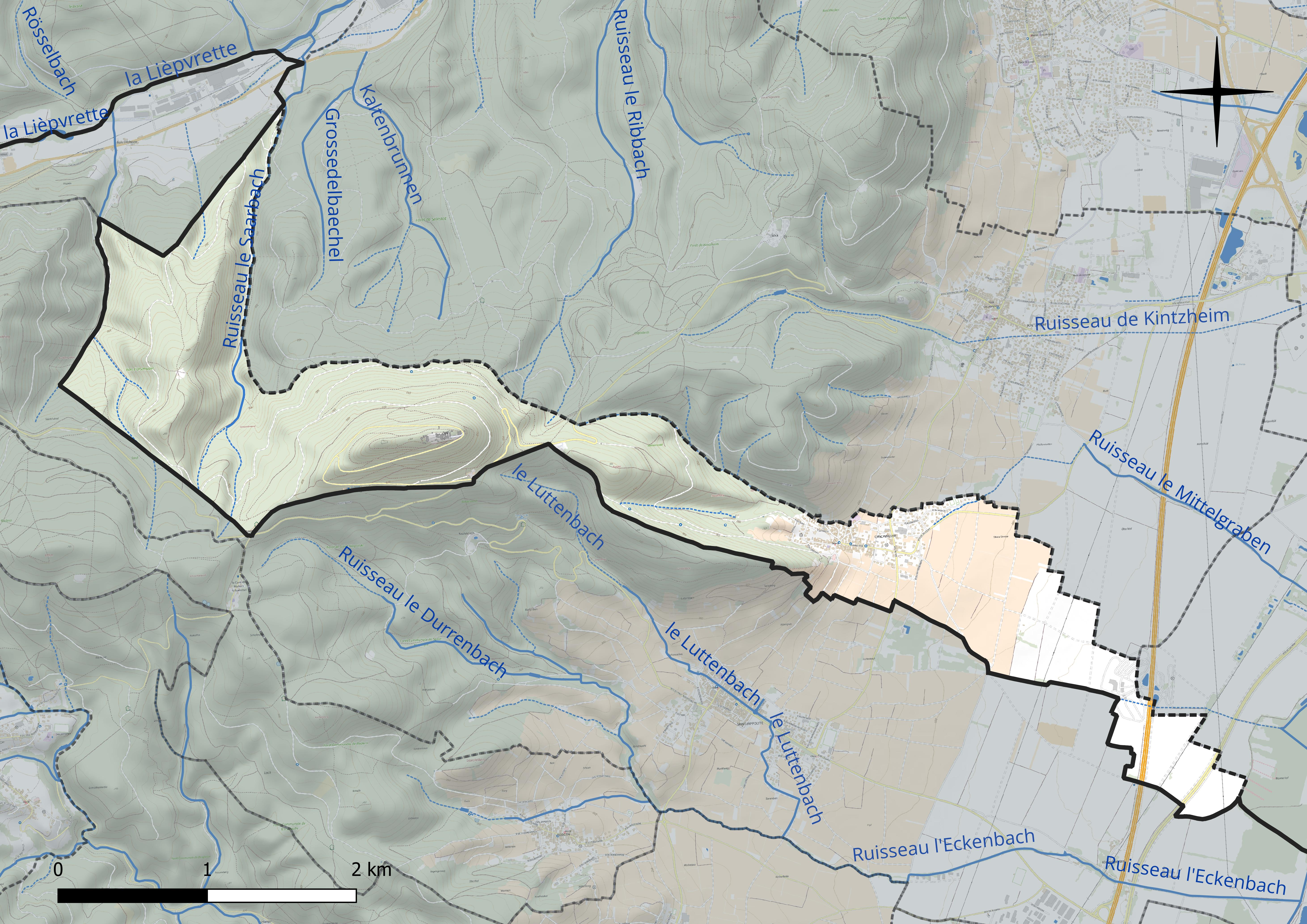
Réseau hydrographique d'Orschwiller.

#### Gestion et qualité des eaux
Le territoire communal est couvert par le schéma d'aménagement et de gestion des eaux (SAGE) « Giessen Lièpvrette ». Ce document de planification concerne les bassins versants du Giessen et de la Lièpvrette.  Son périmètre s’étend sur 317 km2. Il a été approuvé le 13 avril 2016. La structure porteuse de l'élaboration et de la mise en œuvre est le Syndicat des eaux et de l'assainissement Alsace Moselle. 
La qualité des cours d’eau peut être consultée sur un site dédié géré par les agences de l’eau et l’Agence française pour la biodiversité. 

### Climat
Pour des articles plus généraux, voir Climat du Grand Est et Climat du Bas-Rhin.
En 2010, le climat de la commune est de type climat océanique dégradé des plaines du Centre et du Nord, selon une étude du Centre national de la recherche scientifique s'appuyant sur une série de données couvrant la période 1971-2000. En 2020, Météo-France publie une typologie des climats de la France métropolitaine dans laquelle la commune est exposée à un climat semi-continental et est dans une zone de transition entre les régions climatiques « Vosges » et « Alsace ». 
Pour la période 1971-2000, la température annuelle moyenne est de 10,6 °C, avec une amplitude thermique annuelle de 17,6 °C. Le cumul annuel moyen de précipitations est de 701 mm, avec 9,1 jours de précipitations en janvier et 9,8 jours en juillet. Pour la période 1991-2020, la température moyenne annuelle observée sur la station météorologique de Météo-France la plus proche, « Bergheim-Inra », sur la commune de Bergheim à 4 km à vol d'oiseau, est de 11,3 °C et le cumul annuel moyen de précipitations est de 664,4 mm. 
La température maximale relevée sur cette station est de 38,9 °C, atteinte le 13 août 2003 ; la température minimale est de −16,9 °C, atteinte le 20 décembre 2009,,. 
Les paramètres climatiques de la commune ont été estimés pour le milieu du siècle (2041-2070) selon différents scénarios d'émission de gaz à effet de serre à partir des nouvelles projections climatiques de référence DRIAS-2020. Ils sont consultables sur un site dédié publié par Météo-France en novembre 2022.

### Voies de communication et transports

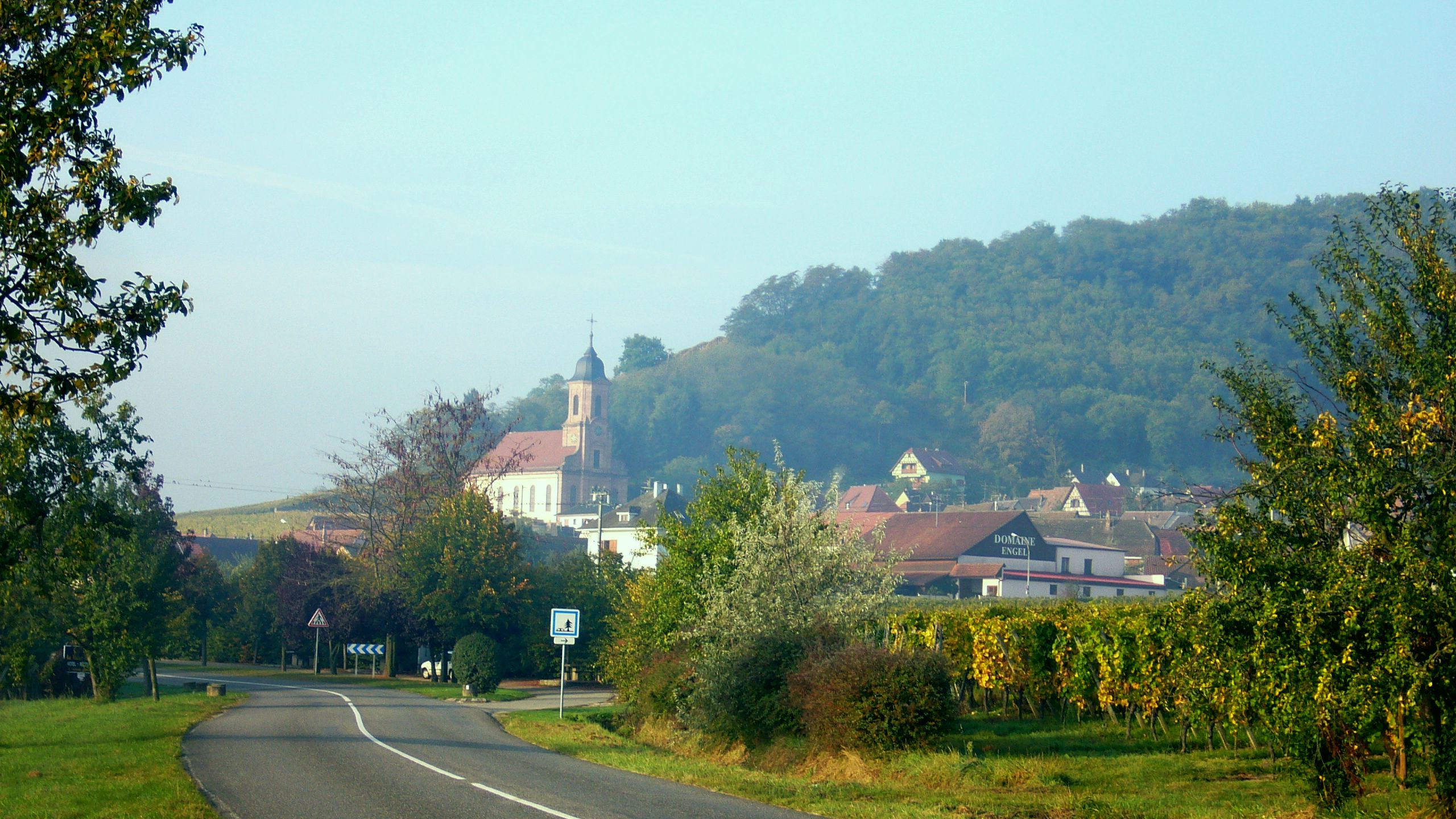
L'entrée du village d'Orschwiller en venant de Kintzheim.

Le village est traversé du nord au sud à la fois par la Route des vins et par la Véloroute du vignoble d'Alsace (EuroVelo 5). 
Le village n'a cependant aucune liaison routière avec le château. Les centaines de touristes qui chaque année montent au château, passent par Kintzheim ou Saint-Hippolyte. Cependant les promeneurs, ou amoureux de la nature, peuvent se rendre au château depuis Orschwiller, grâce à des sentiers bien balisés par le Club vosgien.
En entrant dans le village, en venant de Sélestat par la départementale D 201, on trouve sur la gauche un panneau où est indiqué l'inscription « Voie Romaine ». Ensuite il faut descendre par cette petite route qui serpente à travers le vignoble jusqu'au carrefour de la Croix de la Peste. À cet endroit, nous sommes sur le « Römerweg » ou « Römerstrasse » que l'on nomme encore « Überstrasse » ou « Viehweg ».
C'est un ancien tracé de la voie romaine qui vient du ban de Saint-Hippolyte et qui se prolonge jusqu'à Kintzheim. Cette voie très ancienne était déjà connue à l'époque des Celtes. Dans la partie qui passe à côté du ruisseau du Burnenbach, la route a été empierrée sur une largeur de six mètres  et on peut imaginer le trafic qui passait par là il y a deux millénaires.
Le ruisseau forme d'ailleurs à partir de cet endroit, les limites entre le Bas-Rhin et le Haut-Rhin. À quelques pas du petit pont que l'on découvre un peu plus loin, on aperçoit une borne milliaire romaine. Elle se trouve au bord de la route. Les Romains avaient l'habitude d'installer de telles bornes, rondes et hautes d'environ 1,40 mètre, tous les 1 478,5 mètres. Aujourd'hui, ces bornes sont devenues très rares et on en trouve encore à Scherwiller et Saint-Hippolyte.
Du côté du Bas-Rhin, la route est baptisée départementale 35, et à quelques pas plus au sud, dans le département du haut-Rhin, elle porte le nom de D 1 bis. Orschwiller est en quelque sorte la porte du Bas-Rhin, tout comme son grand voisin, Saint-Hippolyte peut se targuer d'être la porte du Haut-Rhin.
| La Vancelle       | Kintzheim                 |          |
| Lièpvre Haut-Rhin | Orschwiller               | Sélestat |
| Rodern Haut-Rhin  | Saint-Hippolyte Haut-Rhin |          |

#### Transports en commun
- Transports en Alsace.
- Fluo Grand Est.

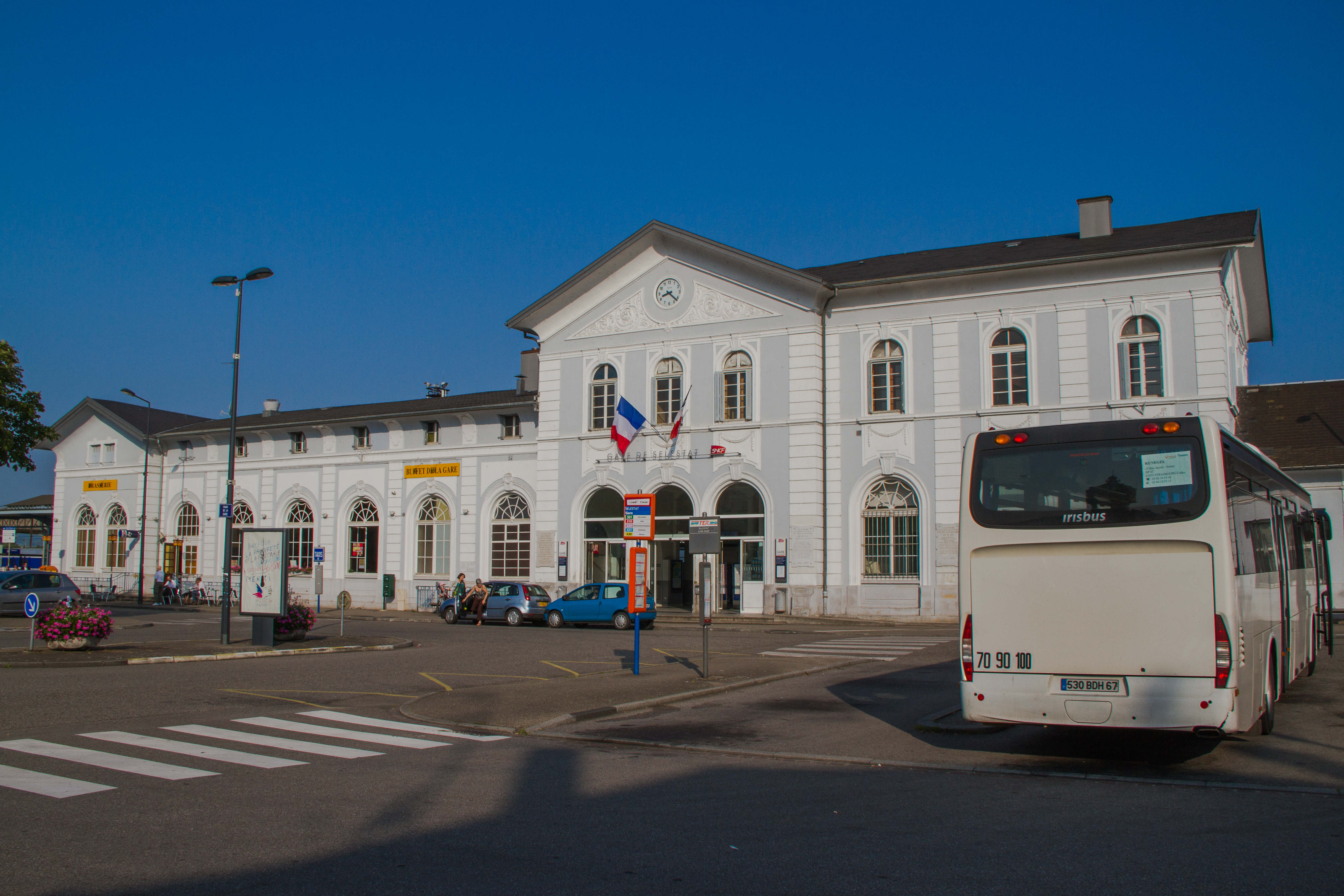
Gare SNCF de Sélestat, bâtiment voyageurs.

Le château du Haut-Koenigsbourg est accessible avec la navette au départ de la Gare de Sélestat.

#### Lignes SNCF
Gares ferroviaires proches d'Orschwiller : 
- Gare de Sélestat,
- Gare de Ribeauvillé,
- Gare de Scherwiller
- Gare de Dambach-la-Ville,
- Gare d'Ebersheim.

#### Transports aériens
Les aéroports les plus proches sont :
- L'Aéroport de Colmar - Houssen[17],
- L'Aéroport de Strasbourg-Entzheim.

## Urbanisme

### Typologie
Au 1er janvier 2024, Orschwiller est catégorisée ceinture urbaine, selon la nouvelle grille communale de densité à sept niveaux définie par l'Insee en 2022.
Elle est située hors unité urbaine. Par ailleurs la commune fait partie de l'aire d'attraction de Sélestat, dont elle est une commune de la couronne,. Cette aire, qui regroupe 37 communes, est catégorisée dans les aires de 50 000 à moins de 200 000 habitants,.

### Occupation des sols
L'occupation des sols de la commune, telle qu'elle ressort de la base de données européenne d’occupation biophysique des sols Corine Land Cover (CLC), est marquée par l'importance des forêts et milieux semi-naturels (65,5 % en 2018), une proportion sensiblement équivalente à celle de 1990 (65,9 %). La répartition détaillée en 2018 est la suivante : forêts (65,5 %), terres arables (11,9 %), cultures permanentes (11,7 %), zones urbanisées (6,3 %), zones industrielles ou commerciales et réseaux de communication (2 %), zones agricoles hétérogènes (1,8 %), prairies (0,8 %). L'évolution de l’occupation des sols de la commune et de ses infrastructures peut être observée sur les différentes représentations cartographiques du territoire : la carte de Cassini (XVIIIe siècle), la carte d'état-major (1820-1866) et les cartes ou photos aériennes de l'IGN pour la période actuelle (1950 à aujourd'hui).

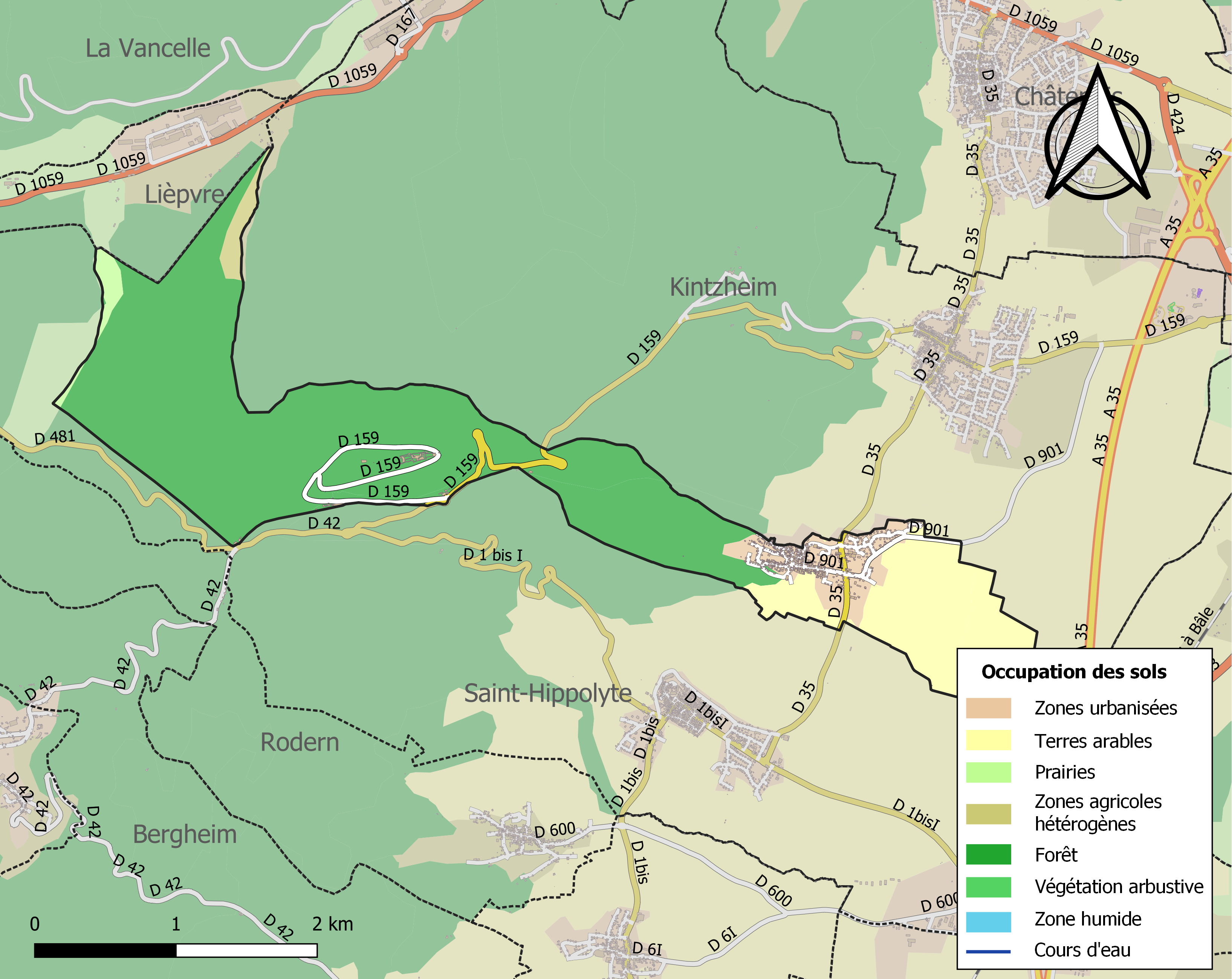
Carte des infrastructures et de l'occupation des sols de la commune en 2018 (CLC).

Commune couverte par le Règlement national d'urbanisme.

### Intercommunalité
Commune membre de la Communauté de communes de Sélestat.

## Toponymie
Le nom de la localité est attesté sous les formes Audaldovillare en 768 ; Orschveiler en 1793[réf. nécessaire] ; Orschwiler.
Il s'agit d'une formation toponymique médiévale en -willer, appellatif toponymique issu ultimement du latin villare « ferme » (comprendre du vieux haut allemand wilari, emprunt au latin villare, d'où allemand Weiler « hameau »), précédé par un nom de personne germanique. Albert Dauzat propose l'anthroponyme Audald, d'où le sens global de « ferme d’Audald ».

## Histoire

### Un village déjà connu au temps de Charlemagne

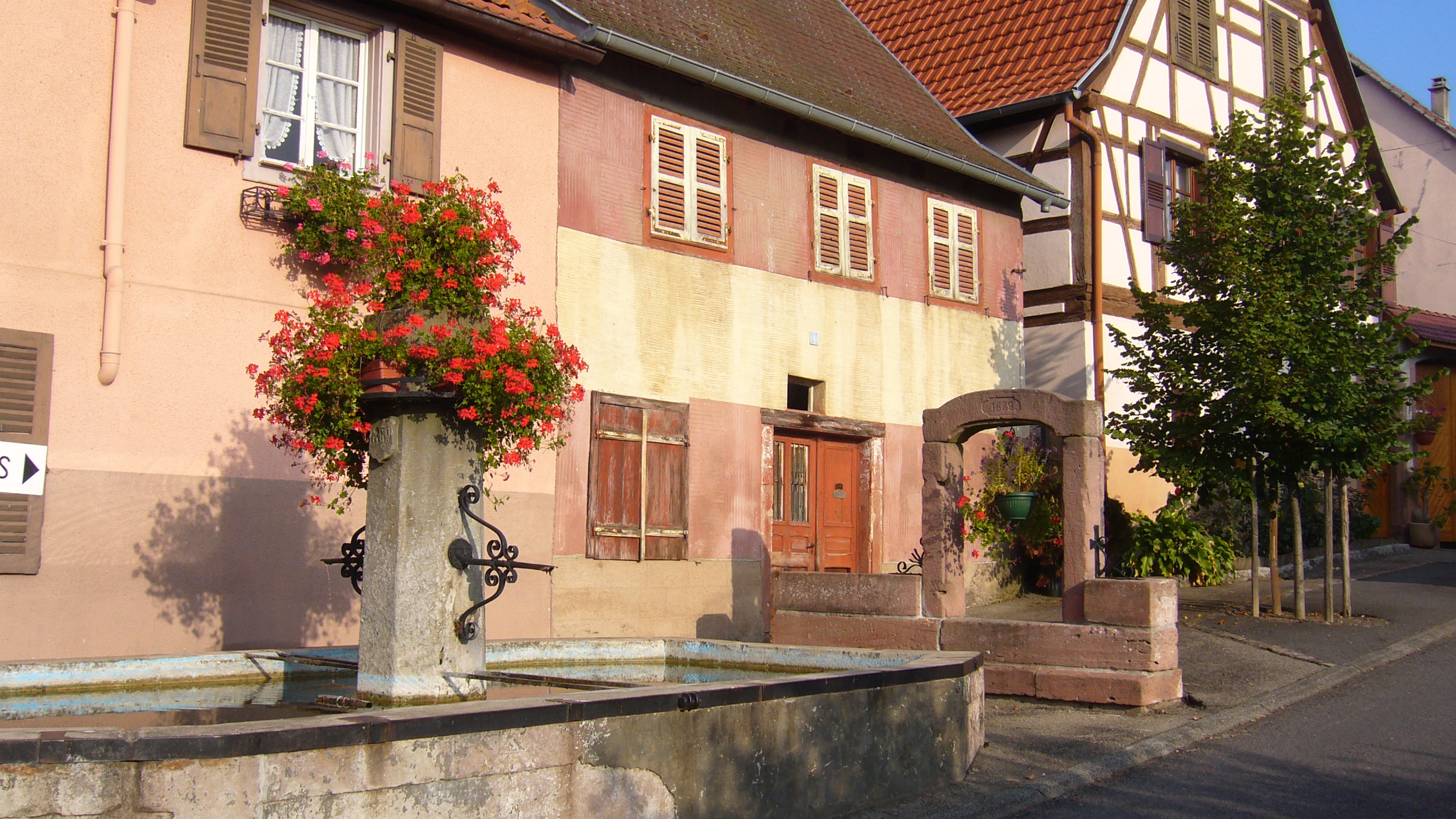
Fontaine centrale où le bétail venait se désaltérer et plus loin un banc reposoir daté de 1889.

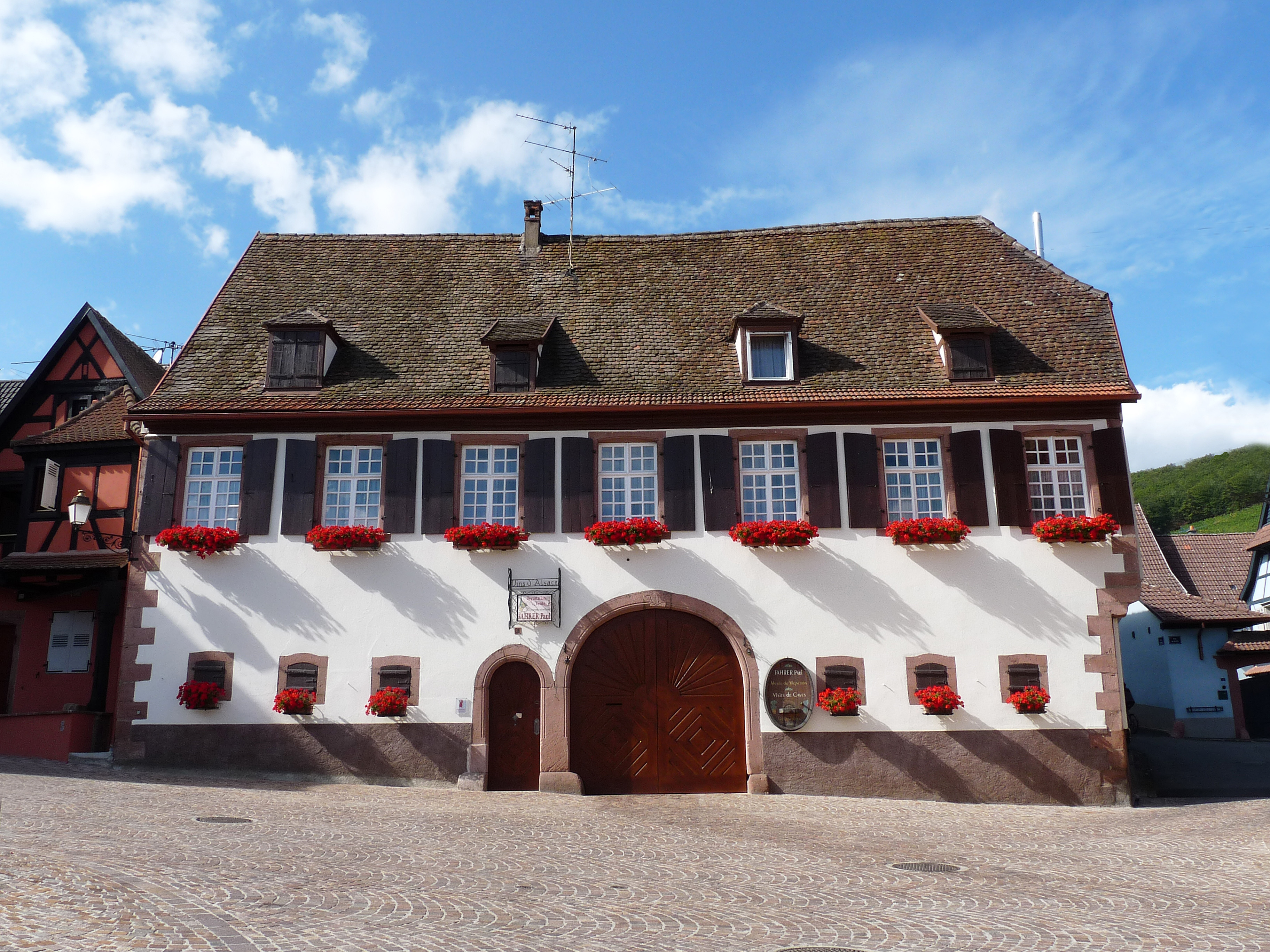
Ancienne maison d'habitation de François Ignace Kœbel, dernier bailli du Haut-Koenigsbourg (1726).

Orschwiller est mentionné pour la première fois en 768 sous le nom d’Andaldovillare qui était sans doute rattaché à Saint-Hippolyte comme il apparaît dans une charte de Pépin le Bref. On sait grâce au testament de l'abbé Fulrad (rédigé en 777) que le comte Widon (Widonides), de la dynastie franque, futur marquis de Bretagne a cédé au prieuré de Lièpvre des comtés en Alsace et dans le Saulnois. En Alsace le comte Widon possédait des terres à Guémar (Ghamari), à Orschwiller, Ribeauvillé (Ratbertovillare) et d'autres villages proches de Colmar. Ces terres ont été données à l'abbé Fulrad, abbé de Saint-Denis, de Lièpvre et de Saint-Hippolyte le 23 septembre 764. Le 26 février 754, le pape Étienne II accorde l'autorisation à l'abbé Fulrad de bâtir des monastères sur ses propres terres. Il crée un monastère à Saint-Hippolyte vers 760 et dix ans plus tard à Lièpvre. Fulrad, malade, pensant qu'il allait mourir, avait donné les terres reçues du comte Widon à Pépin le Bref pour les mettre à l'abri de toute usurpation après sa mort. Le 23 septembre 768, la veille de sa mort, Pépin le Bref redonne à Fulrad les terres en Alsace que lui avaient données Widon. À cette époque l'abbaye de Saint-Denis possède des biens dans la commune à travers les prieurés de Lièpvre et de Saint-Hippolyte fondés par l'abbé Fulrad.

### Le domaine d'Orschwiller est aussi revendiqué par d'autres fondations religieuses
Des fondations religieuses, si l'on en croit l'histoire, possèdent divers biens dans la commune. Vers 848, le village apparaît sous la dénomination de Olleswilre. Vers 1031, l'abbaye d'Ebersmunster énumère divers biens lui appartenant, dont une cour colongère (Dinghof) à Oleswilre. Mais d'autres fondations religieuses possèdent des biens, notamment le prieuré Sainte-Foy de Sélestat qui cite en 1094, son domaine d'Onolterweilre qui lui est donné par Hildegarde d'Eguisheim, épouse de Frédéric von Buren, le fondateur de la lignée des Hohenstaufen. Enfin vers 1250, l'abbaye de Honcourt, dans le val de Villé, rend public des biens qu'elle possède à Orsweyler. L'abbé Meyblum qui rédigea en 1934 un ouvrage sur Orschwiller avance l'hypothèse que la cour colongère d'Ebersmunster se situait au lieu-dit « Hofreben ». Une cour colongère est un vaste domaine qui relève d'un propriétaire, qui rassemble en général de nombreux exploitants agricoles auxquels sont concédés des terres pour lesquelles ils doivent rendre des comptes aux gestionnaires. Toutes ces familles obéissent à des règles (rotules) de justice et administratifs. Mais Ebersmunster n'est pas le seigneur des lieux, seulement un gros propriétaire de terres.

### Orschwiller un fief relevant du château du Haut-Koenigsbourg

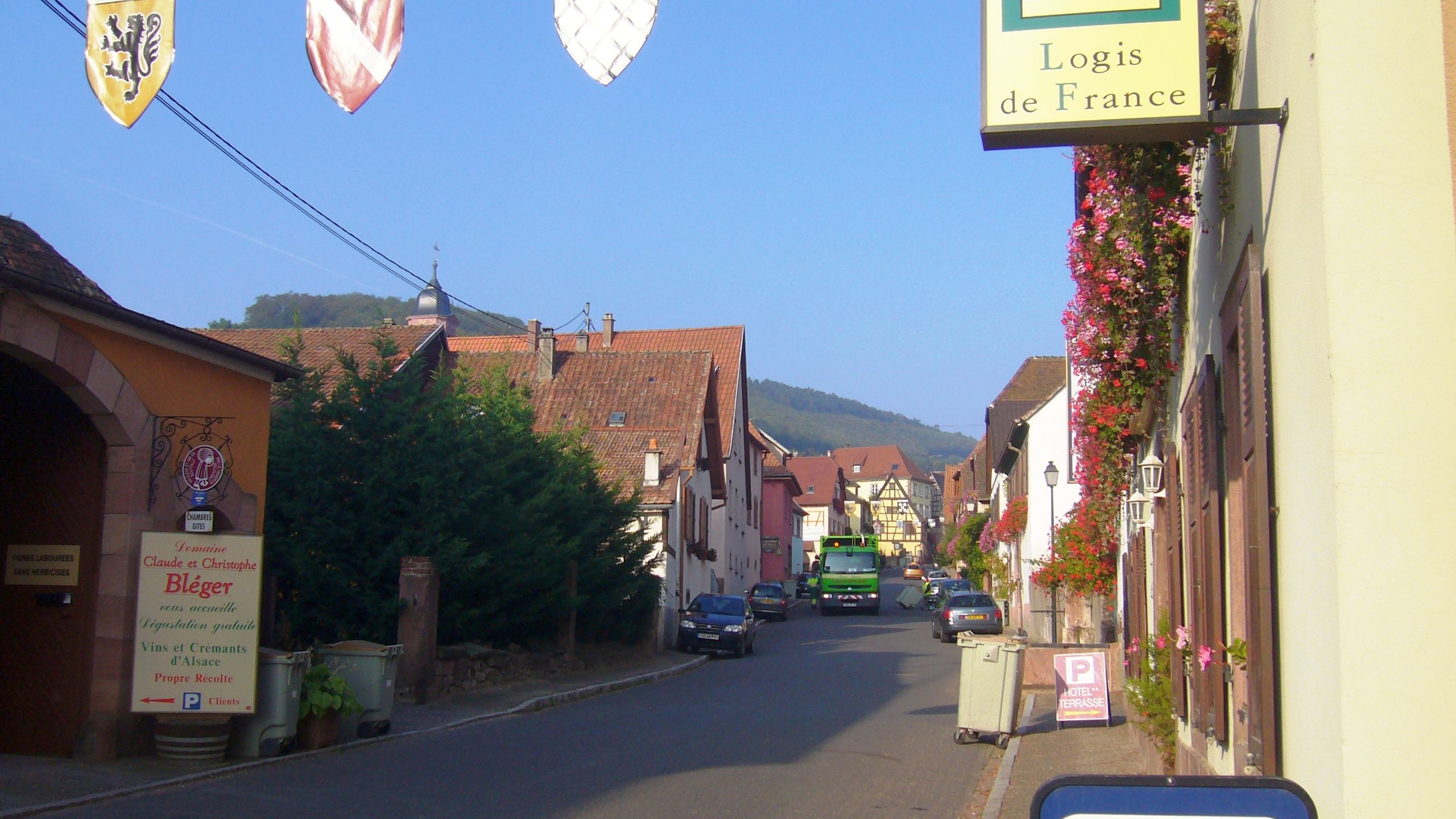
La Grand'rue à Orschwiller.

Il semble que le Hinterwald fut définitivement perdu pour Lièpvre dès le XIIe siècle au moment où les Hohenstaufen s'installèrent en Alsace pour y construire des fortifications. Ils s'emparèrent notamment du Staufenberg que les moines de Lièpvre appelèrent le Castrum Estuphin et qui faisait partie partiellement du patrimoine de la puissante abbaye de Saint-Denis depuis le décès en 784 de l'abbé Fulrad.
On ne sait pas exactement pas quels biais le village d’Orschwiller est devenu un fief du château du Haut-Koenigsbourg. Le château existe depuis 1147 et il a été édifié par les Hohenstaufen sur une terre appartenant à l'abbaye de Saint-Denis qui ont usurpé les droits des moines de Saint-Denis, mais aussi ceux du prieuré de Lièpvre auxquels ils enlève également une partie des terres situées sur la commune de Rombach-le-Franc. Mais à l'époque les Hohenstaufen ne tiennent pas compte des réclamations de l'abbaye de Saint-Denis. Ils estiment nécessaire d'ériger une forteresse pour lutter contre la puissance des comptes d'Eguisheim, alliés du pape et ennemis des empereurs. À partir de 1250, l'influence des Hohenstaufen va en diminuant qui correspond à l'interrègne où le Saint-Empire romain germanique n'a plus de pouvoir central. Le duc de Lorraine en profite, en vertu de l'advocatie des moines de Saint-Denis, pour revendiquer et occuper le Haut-Koenigsbourg. Le duc de Lorraine fait savoir que ces terres appartiennent depuis Charlemagne au prieuré de Lièpvre qui ont été donnés après le décès de l'abbé Fulrad en 784 à la puissante abbaye de Saint-Denis qui ont été nommés avoués par les moines pour défendre les droits de l'abbaye. Les ducs admettent qu'Orschwiller peut faire valoir ses droits et lui octroie un finage dans lequel sera englobé le château. À partir de 1276, les ducs de Lorraine donnent le château à garder à divers nobles dont les sires de Hohenstein. En 1343 ils sont reconnus comme seigneurs d'Orschwiller et reconnaissent à l'abbaye d'Ebersmunster le droit de poursuivre en justice les gens du village qui commettent des dégâts dans la cour colongère appartenant à cette dernière. De fréquentes querelles tournent autour du droit de propriété sur le château. En 1369, un tribunal composé de onze chevaliers, reconnaît à l'évêque de Strasbourg la propriété sur le Haut-Koenigsbourg et le village d'Orschwiller alors que Saint-Hippolyte est reconnu comme faisant partie des biens des ducs de Lorraine. Depuis ce jour Orschwiller est séparée de la tutelle de son puissant et encombrant voisin, Saint-Hippolyte.

### La période desHohenstaufen
La montagne sur laquelle s'élève le Haut-Koenigsbourg est mentionnée pour la première fois sous le nom de « Stophanberg » (Staufenberg) dans l'acte de donation de Charlemagne au prieuré de Lièpvre, daté de 774 et conservé aux Archives Nationales de Paris. Au commencement du XIIe siècle, un Hohenstaufen s'empara de la montagne dont la situation stratégique le tentait et en fortifia la crête : c'est le « castrum Estufin » mentionné dans un manuscrit du XIIIe siècle suivant lequel la forteresse aurait été en 1147, à l'époque de la deuxième croisade, l'objet de négociations entre le roi de France, Louis VII, protecteur du prieuré de Lièpvre, et le roi Conrad III d'Allemagne. Il paraît ressortir de cette pièce qu'il se trouvait alors au haut de la montagne deux donjons enveloppés dans la même dénomination, « castrum in Kunegsberg », appartenant au même système de défense et dont l'un se serait élevé sur l'emplacement de ce qui fut jusqu'à la restauration le petit château, amas de ruines situées à 200 mètres environ du château principal. Cette partie du château qui commandait la vallée de la Lièpvrette, c'est-à-dire les domaines du prieuré de Lièpvre, aurait été attribuée au roi de France, tandis que l'autre partie, dominant la plaine à l'est, serait restée en possession des Hohenstaufen. Le nom de Kœnigsberg, remplaçant celui de Staufenberg, paraît alors pour la première fois dans une charte de 1192 et les châtelains, qui furent peut-être des feudataires, peut-être de simples gouverneurs de l'empereur, figurent sous ce nom : « die Herren von Kœnigsberg » dans plusieurs documents des années 1192 et 1214.

### La période Lorraine
Dans la première partie du XIIIe siècle, alors que la dynastie des Hohenstaufen penchait vers son déclin, le château passa entre les mains des ducs de Lorraine possesseurs de la prévôté de Lièpvre. Ceux-ci l'inféodèrent d'abord à titre provisoire à Cuno de Bergheim, puis définitivement aux comtes de Werd, landgraves de la Basse-Alsace. Après la mort du landgrave Henri (1238) le château passa temporairement de nouveau aux mains de Cunon de Bergheim, puis revint aux Werd qui, tout en restant titulaires du fief jusque bien avant dans le XIVe siècle, le cédèrent à de vieilles et nobles familles alsaciennes des Rathsamhausen et Hohenstein. Des documents de 1267 et 1276 établissent qu'à cette époque trois familles de Rathsamhausen et quatre de Hohenstein possédaient en commun le château sous la forme du ganerbinat et qu'elles s'étaient engagées mutuellement à n'en céder aucune partie sans le consentement général.

### La période des évêques de Strasbourg

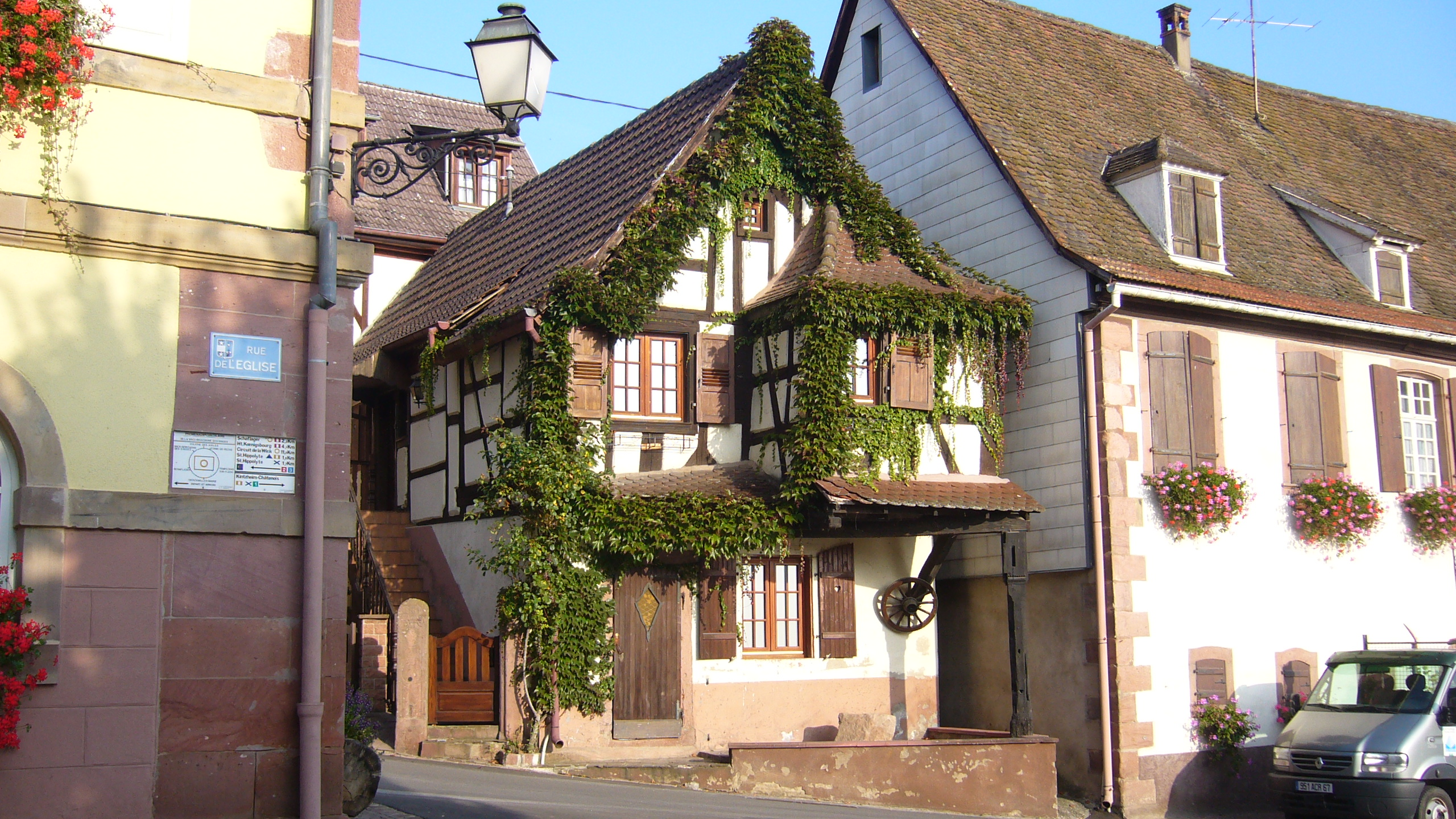
Ancienne forge de 1793.

Dans la seconde moitié du XIVe siècle, la famille des Werd ayant disparu, leurs héritiers, les comtes d'Oettingen, contestèrent la suzeraineté des ducs de Lorraine sur le Haut-Koenigsbourg et vendirent en 1359 le château et la ville de Saint-Hippolyte à l'évêque de Strasbourg à Jean II de Lichtenberg  moyennant la somme de 10 000 florins d'or. Cette transaction n'était pas du goût du duc Jean de Lorraine qui en plus n'avait même pas été consulté sur la légalité de cet acte. Il en résulta une période de tiraillements qui dura une vingtaine d'années entre l'épiscopat de Strasbourg et la maison de Lorraine. L'Empire se mêla de l'affaire et mis les deux parties d'accord en reprenant la possession de cet antique manoir des Hohenstaufen. À la fin du XIVe siècle le petit château fit retour aux nobles des Rathsamhausen, mais sera bientôt détruit. Quant au château principal, suivant une charte de 1442 il est de nouveau cédé aux Hohenstein en même temps que le village d'Orschwiller. C'est lui qui porte dorénavant le nom de Haut-Koenigsbourg; le petit château, depuis sa destruction, antérieure à 1417, n'est plus désigné que sous le nom d'Oedenburg. Le XVe siècle étant une période d'anarchie inouïe, le Haut-Koenigsbourg ne devait pas échapper aux secousses de cette période plus que troublée. Les Hohenstein s'y étaient établis en maîtres absolus, conjointement avec des aventuriers tels que les Westernach, les Lambsheim, et le transformèrent en un repaire de bandits redoutés dans tout le pays, depuis Bâle jusqu'à Strasbourg. le château fort bien situé sur le bord et au-dessus de la grande voie de communication entre la Suisse et la vallée moyenne du Rhin, se prêtait aux plus audacieux coups de main. Dès 1450 s'ouvre donc une ère de brigandages dont le pays a gardé le souvenir. Les malandrins ayant finalement eu la malencontreuse idée de s'attaquer à une société de notables citoyens de la ville de Strasbourg qui se rendaient à Bâle, ce fut un cri de réprobation universelle. Tout le pays prit le armes pour mettre à la raison cette poignée de sacripants qui bravaient les lois de la société du haut de leur repaire inaccessible à des forces isolées. La ville de Bâle prit l'initiative du mouvement auquel s'associèrent les seigneurs et les villes de tout le Haut-Rhin. Strasbourg fournit sa formidable artillerie et du haut d'une éminence située au sud du château on se mit à le canonner pendant cinq jours (du 22 au 27 octobre 1462). La garnison s'enfuit par un souterrain, les assiégeants s'emparèrent du château et le détruisirent. On a la déposition de l'un d'eux qui, d'après la prise du château, courut droit aux prisons. Il en trouve de deux sortes : l'une dans le donjon en forme d'oubliettes avec une ouverture pour communiquer avec les prisonniers, l'autre à ciel ouvert dans laquelle, suivant ses propres expressions, il pleuvait et il neigeait. Une tour et deux cachots, c'est au point de vue de la construction, tout ce qu'on l'on sait de l'ancienne forteresse.
Les gens du château avaient pris la fuite devant les confédérés, mais en apprenant ce qui venait de se passer, Antoine de Hohenstein qui était absent à ce moment-là, envoya à la ville de Bâle, instigatrice du mouvement, une sommation en règle à reconstruire le manoir de ses pères ou lui accorder un dédommagement. De concert avec les deux Lambsheim, il se mit à guerroyer contre la ville jusqu'à ce que l'évêque de Strasbourg intervenant, il fut conclu au bout de quatre ans un compromis mettant fin au différend, mais qui ne s'explique pas sur le sort réservé à la ruine. Les Hohenstein dans tous les cas l'abandonnèrent. En 1446, elle est inféodée, toujours avec Orschwiller, au comte de Werdenberg, mais l'investiture n'est suivie d'aucun effet.

### Le village est lié à celui du Haut-Koenigsbourg

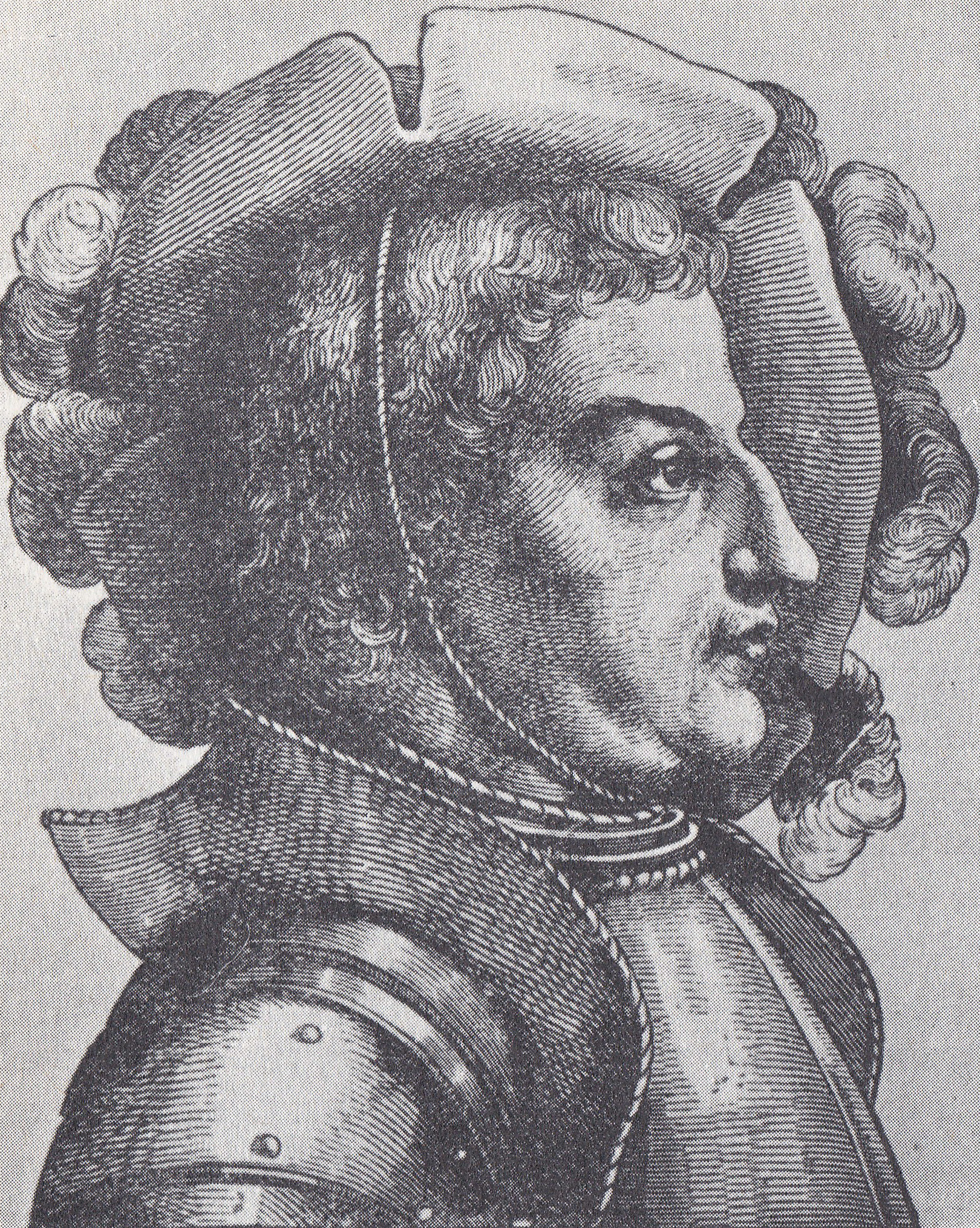
Franz von Sickingen.

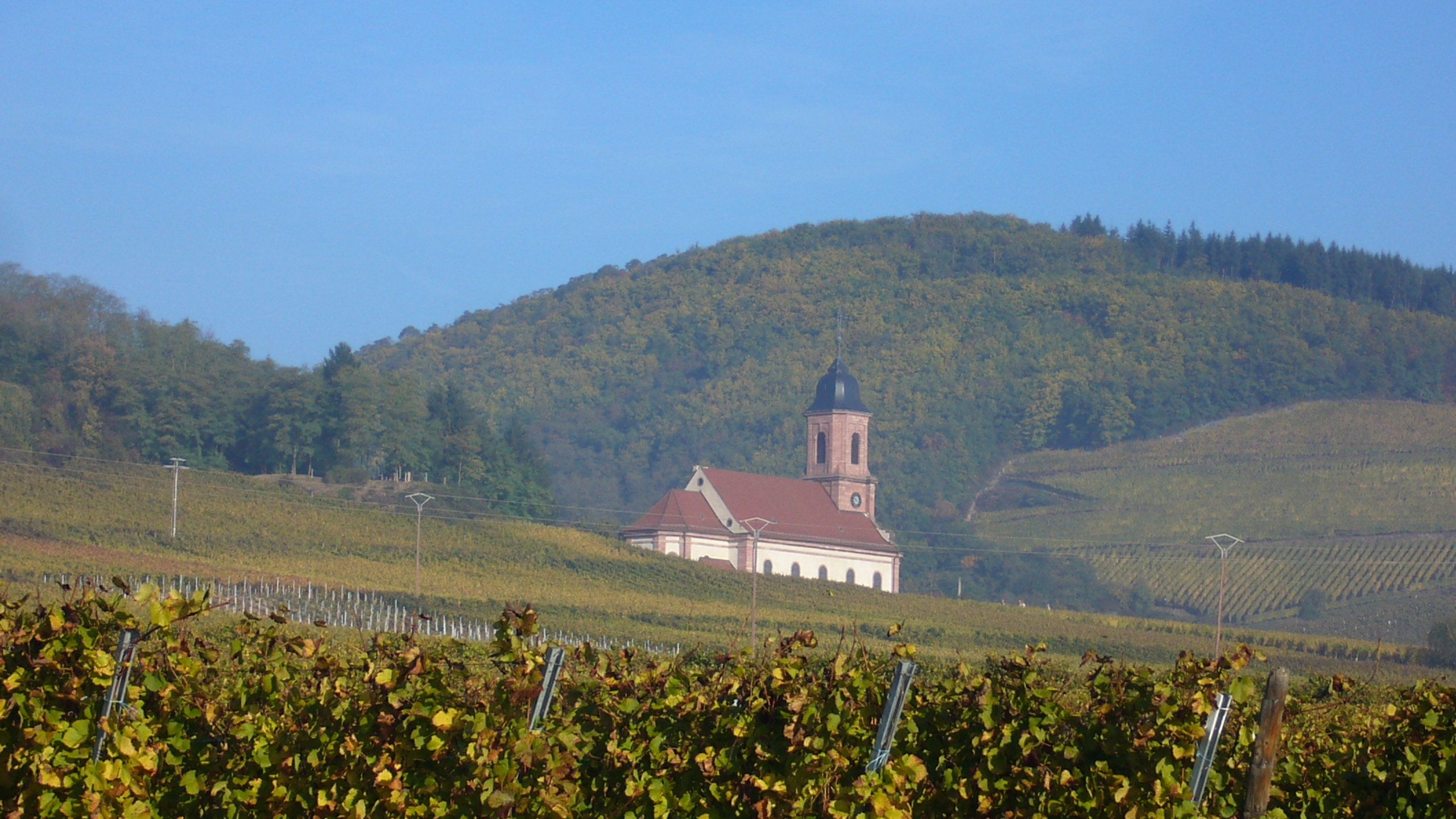
Église Saint-Maurice vue depuis la route entre Orschwiller et Saint-Hippolyte.

Vers 1140, l'Alsace fait partie du Saint-Empire romain germanique. Le duc de Souabe et d'Alsace, Frédéric Hohenstaufen fait construire deux châteaux à l'emplacement de l'actuel Haut-Koenigsbourg. À l'extinction de la lignée des Hohenstaufen, les ducs de Lorraine, et l'évêque de Strasbourg se disputent le fief. C'est finalement l'évêque de Strasbourg qui sortira vainqueur de ce bras de fer. Orschwiller et le Haut-Koenigsbourg passèrent à l'évêque de Strasbourg, tandis que Saint-Hippolyte restait entre les mains des ducs de Lorraine. Ils firent entourer le village d'un rempart et en firent une ville.
À partir de cette période Orschwiller resta le seul propriétaire du fief du Haut-Koenigsbourg. Le sort du village est ensuite lié à celui du Haut-Koenigsbourg situé sur la commune. Plusieurs seigneurs se disputèrent ensuite le sort du village. Les Hohenstein sont encore au XVe siècle les châtelains au Haut-Koenigsbourg mais ils se sont entourés d'une bande de chevaliers-brigands qui écume le pays. Commandés par les frères Mey von Lambsheim, nos soudards perturbent la tranquillité du pays (Lanfrieden). Du 26 au 29 octobre 1462, les troupes épiscopales de Strasbourg et Bâle viennent assiéger le château. La garnison, profitant de la nuit parvient à s'échapper en empruntant un passage souterrain. Se sentant frustrés, les coalisés mettent le feu au château.
En 1466, le village aura un nouveau seigneur, le comte de Werdenberg, un suisse. À partir de 1479 apparaît un autre seigneur de la famille des Thierstein originaire de Suisse. Ils reçoivent des mains des Habsbourg les ruines et le village en fief et font reconstruire le château. Ils vont le doter d'une tour et y ajouter un gros bastion d'artillerie. Le Haut-Koenigsbourg devint ainsi la forteresse telle que nous la voyons actuellement.
En 1517 Maximilien Ier d'Autriche rachète le village, puis vers 1571 le château qui devint ainsi village impérial. Au Moyen Âge ce sont les Hohenstein qui disposent de la moitié du village, puis en 1535 le village dans son entier passe sous le contrôle des troupes du chevalier Franz von Sickingen (1481-1523) et y effectue de nombreux travaux.
En 1605 c'est la famille noble de Nicolas de Bollwiller qui devient le véritable maître d'Orschwiller, puis il cède le village en fief aux Fugger vers 1617. Les Fugger d'Augsbourg  était une riche famille de banquiers à la fin du Moyen Âge. Elle fut anoblis pour services rendus par l'empereur Maximilien Ier de Bavière (1573-1651).

### La guerre de Trente Ans

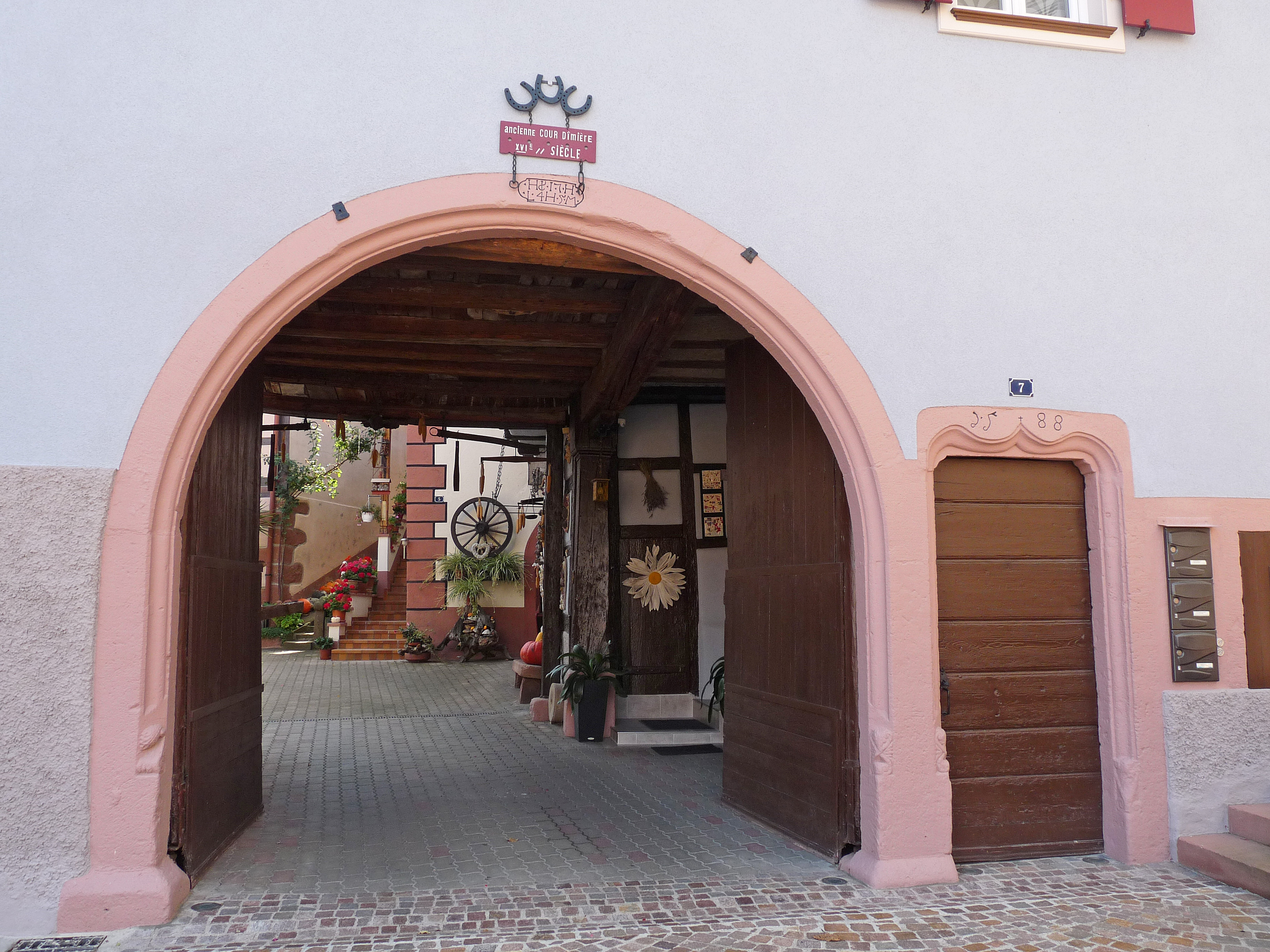
Ancienne cour dimière du XVIe siècle.

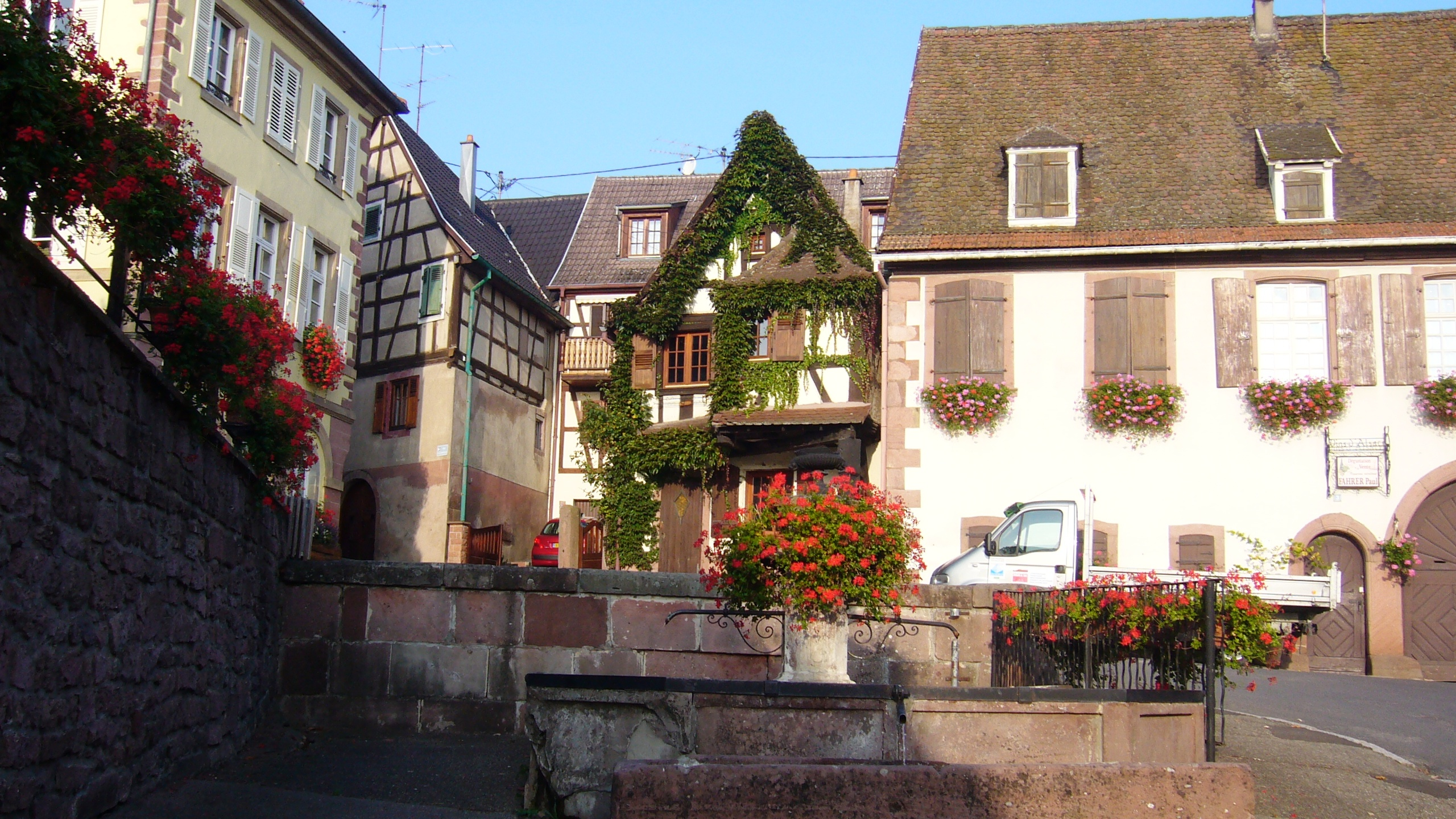
Vieille fontaine place de la Mairie.

Au cours de la période 1618-1648 l'Alsace connut la plus grande misère. Le château et le village d'Orschwiller ne sont pas épargnés. Cette guerre peut être divisée en quatre périodes. La guerre de Bohême et la guerre danoise étaient avant tout des guerres de religion, marquées par l'antagonisme des protestants et des catholiques d'Allemagne. Les deux dernières périodes, la guerre suédoise et la guerre franco-suédoise, avaient pour justification d'évincer la puissance des Habsbourg et de l'Autriche avec le soutien de la France.
Gustave-Adolphe, le roi de Suède avait commencé par envahir l'Alsace. En 1630 il fit la conquête des villes de Haguenau, Obernai, Andlau et Dambach. En 1632 ce sont les villes de Benfeld et Sélestat qui sont à leur tour envahies par les hordes suédoises. En 1633, le rhingrave Jean-Philippe demanda au colonel Hepfen de se ruer sur la forteresse du Haut-Koenigsbourg avec deux escadrons de cavalerie, deux compagnies de dragons et 200 mousquetaires afin de s'assurer du contrôle du château. Mais dès leur approche, l'artillerie du fort, sous le commandement de Philippe de Lichtenau, infligea de sévères pertes aux assaillants qui durent faire marche arrière.
À la Régence d'Ensisheim, cette résistance est saluée avec beaucoup d'intérêt qui envoie même du renfort avec 39 soldats lorrains. Mais ce n'était qu'un répit de la part des Suédois. C'est sous un nouveau commandement conduit par le Wachtmeister Georges-Sébastien Fischer qu'un nouvel assaut est entrepris contre le château du Haut-Koenigsbourg. Tous les accès conduisant au château sont coupés, et sur la crête ouest et sud, les Suédois établissent des pièces d'artillerie. Les Suédois avaient repéré le point faible du château. Un feu nourri et prolongé s'abattit pendant huit jours (du 17 au 25 juillet) contre les murs du château. Fischer adressa une première sommation au capitaine de Lichtenau, donnant six heures à la garnison pour quitter le château sous peine de sévères représailles. Il promet la vie sauve à la garnison du château si elle se rend et dans le cas contraire il "expulsera par la force femmes et enfants et les hommes seront pendus selon la coutume par la main du bourreau au haut des merlons". Le capitaine de Lichtenau répliqua «n’ayant pas reçu d'instructions pour une éventuelle reddition, il n'est point en mon pouvoir de prendre une décision». Il demande un armistice de six semaines. La réponse n'est pas du goût des Suédois qui commencent à resserrer l'étau.
Le 8 août 1633 un messager parvint à s'échapper de la place et à rejoindre Ensisheim. Mais la Régence d'Ensisheim avait déjà quitté les lieux pour rejoindre Brisach. Il apporta un message du capitaine de Lichtenau avec le texte suivant : «la forteresse est à sa dernière extrémité. L'ennemi est aux portes du château et contrôle tout l'extérieur. Il est impossible de résister plus longtemps.» Il demande de toute urgence des renforts et ajoute par la même occasion qu'une certaine partie de la population pactise avec l'ennemi. Avec le message est jointe une pétition du premier magistrat d'Orschwiller exposant la situation désespérée du village qui est réduit à la mendicité pour survivre.
Le sort des habitants d'Orschwiller est terrible. Ils sont contraints d'accomplir pendant 39 semaines des corvées, comme abattre des arbres, tailler des pierres. Ils doivent en outre monter la garde au château à titre bénévole. Lors des bombardements suédois, les habitants d'Orschwiller ont obligation d'aller se réfugier hommes, femmes et enfants à l'intérieur du château. L'épreuve s'éternise jusqu'au 7 septembre. La garnison capitule, les habitants d'Orschwiller sont libres. Quatre semaines plus tard, après avoir pillé les lieux les Suédois mettent le feu au Haut-Koenigsbourg. En 1648 les Français deviennent les maîtres des territoires autrichiens en Alsace, mais les Sickingen, après un accord avec les Fugger, redeviennent les seigneurs d'Orschwiller et du château en ruine.

### La période révolutionnaire

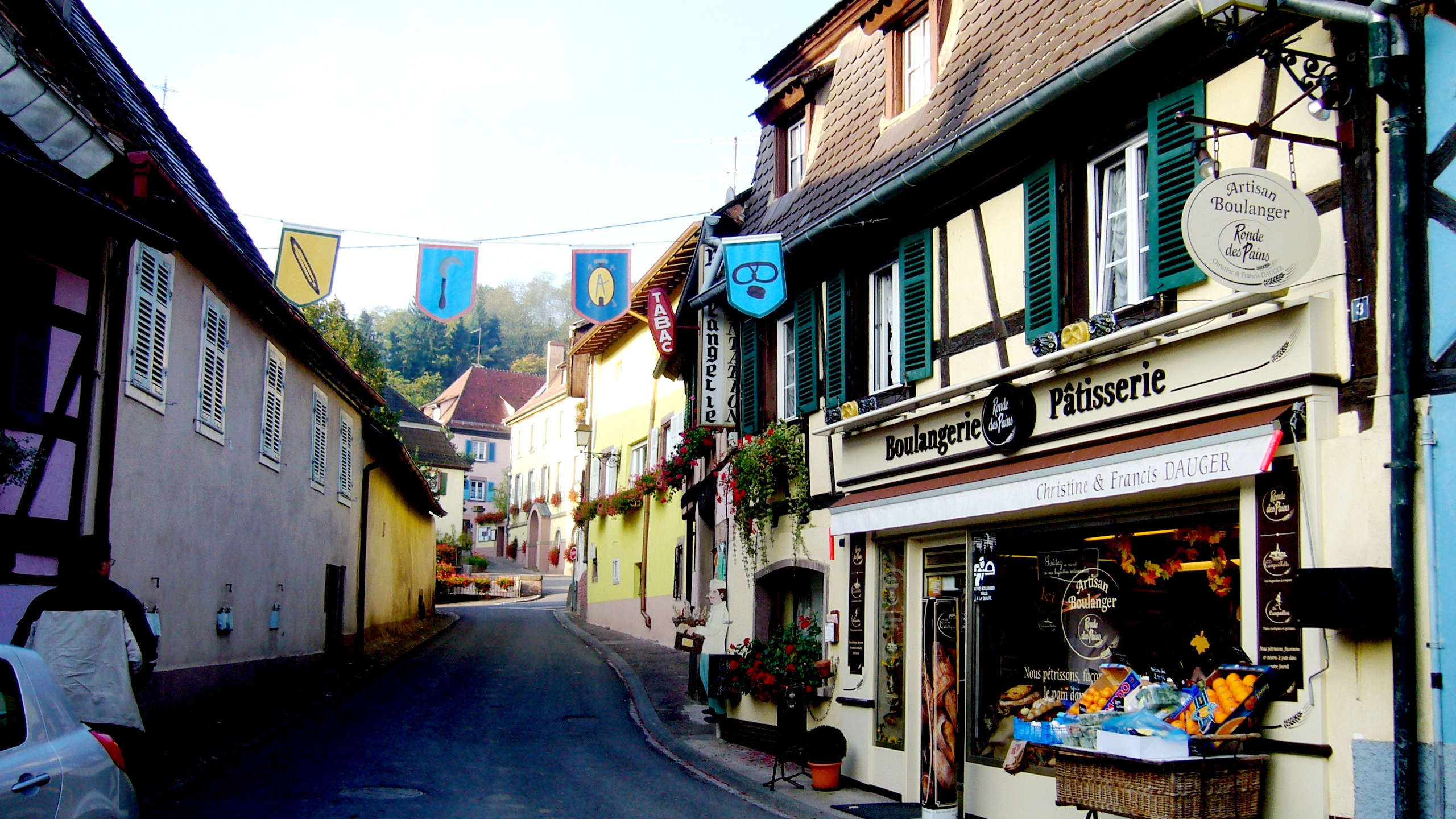
La rue des Prélats à Orschwiller.

Pendant la Révolution les biens de l'Église furent confisqués et mis aux enchères. L'évêque et les prêtres devaient prêter serment à la Constitution civile du clergé. Celle-ci prévoyait l'élection des prêtres et des évêques par le peuple, y compris les protestants et les juifs. Par cette mesure, on essayait d'évincer l'autorité romaine. Le pape Pie VI interdit aux catholiques d'acheter des biens confisqués à l'Église, et aux évêques et aux prêtres de prêter serment à la constitution. La grande majorité des prêtres d'Alsace et à leur tête l'évêque, le cardinal de Rohan, refusèrent de prêter le serment de fidélité et préférèrent partir en exil. Ils ont été alors remplacés par des prêtres assermentés, c'est-à-dire des prêtres qui avaient prêté serment. De nombreux prêtres non assermentés restèrent cachés chez les gens des villages. La chasse aux prêtres commença. Un chef révolutionnaire appelé Rewbell, chef du district de Colmar, se distingua particulièrement par son excès de zèle. De nombreux prêtres se réfugièrent à Orschwiller, qui se trouvait en dehors du district. En septembre 1792, la mairie d'Orschwiller délivra des sauf-conduits à des prêtres réfugiés dans la commune dans l'attente de se rendre en Suisse.
Les noms des prêtres réfugiés à Orschwiller et faisant partie du district de Colmar étaient les suivants: Dröllin, chapelain de Bergheim, Henri Mertian, abbé de Ribeauvillé, Clément  Mertian, Augustin de Colmar, Antoine Lorenz, curé de Saint-Hippolyte, Xavier Delort, curé d'Orbey, Antoine Delort, abbé de Pairis (Orbey), Placide de Sog, bénédiction d'Ebersmunster, Arbogast Jœglin, bénédiction d'Altdorf, Marcel Larminach, originaire de Saint-Dié, J.B. Beck, chartreux de Molsheim, et enfin Pierre Schaal, le curé d'Orschwiller, qui se rendit à Notre-Dame des Ermites (Maria-Einsiedeln) en Suisse, où il trouva environ 1 200 prêtres émigrés de France. Dans l'impossibilité de déceler les prêtres cachés, le commissaire Rewbell ordonna, le 2 novembre 1792, à tous les prêtres qui avaient refusé le serment de se présenter à Colmar dans un délai de quinze jours sous peine d'être déportés à Cayenne. Un commissaire est chargé de faire une enquête à Orschwiller; il déclara n'avoir découvert aucun prêtre suspect. Et pourtant trois prêtres, non assermentés exercèrent en cachette le ministère à Orschwiller : Ambroise Adam, dominicain à Sélestat ; J. Klein, curé de Villé et Martin Schneider, curé de Riquewihr. P. Adam cite aussi le nom de Dominique Roos, prêtre de Sélestat, qui se rendit régulièrement sous un déguisement, chez le curé d'Orschwiler. Les baptêmes de cette période ont été enregistrés dans différentes paroisses. Comme l'enquête faite par le commissaire à Orschwiller fut soupçonnée peu sérieuse, le citoyen Fontaine de Sundhouse, commissaire du comité secret de l'armée du Rhin, publia le Ier frimaire 1793 un oukase : il y ridiculisa la religion chrétienne, ordonna de faire disparaître des rues tous "signes de fanatisme et de superstitions", et menaça le maire de destitution, s'il ne dénonce pas tous les citoyens qui refusent de se soumettre à la Constitution. Pour répondre à cette menace, le maire Sutter et les conseillers municipaux proclamèrent hypocritement avec le prêtre assermenté Carlier, qui s'était implanté à Orschwiller « qu'en tant que bons patriotes et républicains authentiques, ils étaient prêts à verser leur sang par amour de la patrie ». Le 12 frimaire, le maire fit sonner la cloche restante (les deux autres avaient été confisquées) pour rassembler à la mairie les habitants, qui répondirent : « Nous resterons attachés à nos prêtres, nous ne les laisserons pas partir, car un troupeau a besoin de pasteurs ». Malgré ces menaces, et à l'instar du maire, les habitants d'Orschwiller dans l'ensemble restèrent fidèles aux prêtres et à la religion traditionnelle. Ils continuaient à assister à la messe du dimanche clandestinement dans les granges et refusaient de se rendre aux offices célébrés par Carlier, le prêtre assermenté. Comme la Convention avait interdit aux communes de payer un traitement aux ministres du culte, Carlier disparut. L'instituteur Braun qui avait juré « haine à la royauté et fidélité à la République et à la Constitution » le remplaça ; il réunissait ses quelques adhérents en dehors de l'église, puisque la Convention avait également interdit d'utiliser l'église pour le culte. Quelques mois plus tard, le maire Sutter fut destitué de ses fonctions. Il avait été aperçu en train de parler en public avec le franciscain non-assermenté, Joseph Bretel, originaire de Saint-Hippolyte qu'il n'avait pas signalé au commissaire. Il avait en outre interdit à l'instituteur Braun de s'installer au presbytère resté inoccupé depuis le départ du curé Schaal.
Au début de l'année 1794 le calme revint. La mort de Robespierre, survenue le 28 juillet 1794 libéra les chrétiens de toute entrave et les prêtres émigrés purent regagner la France. Le curé Schaal a été retenu en Suisse jusqu'à 1800. Le Ier thermidor de l'an III (1795), Martin Schneider, le curé non-assermenté de Riquewihr, qui de sa cachette à Rorschwihr était venu souvent célébrer la messe clandestinement à Orschwiller, « se propose d'exercer dans cette commune (Orschwiller) le ministère de l'Église catholique et romaine, à laquelle il entend rester inviolablement attaché ». Il se soumet aux lois de la République qu'en tant qu'elles « ne touchent pas sa religion, ni la discipline de l'Église, ni sa conscience ». Le lendemain le curé Lorenz de Saint-Hippolyte fit une déclaration semblable. C'est ce dernier qui finalement fut autorisé par le maire à célébrer le culte à l'église.
Entre-temps, les biens des émigrés avaient été vendus aux enchères. Il s'agit des biens de M. Boug, seigneur du château, de Claude Munschina, propriétaire de la grande maison Fahrer qui donne sur la place publique ; des biens fonciers qui appartenaient aux dominicains, aux jésuites, et aux johannites de Sélestat et au couvent d'Andlau, et bien entendu du Meyerfof, ancienne propriété des bénédictins d'Ebersmunster, qui sera acheté par la famille Dengler de Sélestat. Il en fut de même des biens du curé Schaal, qui d'après l'inventaire de ses biens dressés après son départ, semble avoir été très fortuné : il était notamment propriétaire d'une maison relativement neuve, située dans l'Obergasse (rue du Château), de biens fonciers, de meubles et d'ustensiles ménagers de grande valeur.
Le 6 frimaire 1793, on dévalisa l'église de tous les objets du culte. Ils étaient nombreux et précieux, entre autres, un ostensoir en or et argent, un ciboire dont la coupe était en or, six chandeliers et une croix d'autel en laiton, des chasubles brodées d'or et d'argent. On confisqua aussi deux des trois cloches. Malgré l'interdiction du pape d'acheter ces biens, les demandeurs étaient nombreux; ils achetèrent parfois plus qu'ils ne pouvaient payer, comme en témoigne une sommation du chef de district de Scherwiller, dont Orschwiller dépendait.

### La situation après la Révolution
Peu de temps après la conclusion en 1801 du Concordat signé entre Napoléon Ier et le pape Pie VII, l'ancien curé Schaal qui s'était réfugié en Suisse sera de retour à Orschwiller. Cet accord entérina la situation religieuse en Alsace-Lorraine qui reste toujours valable actuellement. Le curé Schaal, malade, se retira cependant des affaires en 1805 et mourut trois ans plus tard à Molsheim, sa ville natale, où il a été enterré. Il laissa sa place à Jean Louis Hurstel, originaire de Sélestat. Durant la Révolution, déguisé en chasseur, celui-ci était souvent venu à Orschwiller pour administrer les sacrements. La paroisse lui doit la restauration de l'église saccagé par les révolutionnaires et la récupération des objets du culte vendus pendant la Révolution.

### La ville de Sélestat offre le château à l'empereur Guillaume II
La famille des Sickingen reprend le village vers 1672 pour le repasser le 5 mars 1770 au chevalier Henri François Boug pour la somme de 62 000 livres. Du coup le chevalier prend le nom de Boug d'Orschwiller. En 1775 il décède, mais le château reste à sa femme (fille de l'ancien bailli d'Orschwiller Kieffer) et à ses enfants jusqu'après la Révolution. Ensuite c'est la ville de Sélestat qui devint propriétaire des ruines du Haut-Koenigsbourg. Elle fit don des ruines du château à l'empereur Guillaume II qui fit reconstruire le château entre 1900 et 1908. La même année c'est l'inauguration du nouveau château relevé par l'architecte Bodo Ebhardt. Le coût de l'opération se montait à l'époque à 1 400 000 marks. En 1918, le château redevenait une propriété de l'État français et était remis en gestion à la Caisse nationale des monuments historiques, devenu le Centre des monuments nationaux. C'est aujourd'hui l'un des monuments les plus visités de France.

### L'adduction d'eau
Un des soucis de la commune était de longue date, la pénurie d'eau. En effet, les villages situés au pied du vignoble manquèrent souvent cruellement d'eau, comme si la nature trouvait le vin et l'eau incompatibles. En 1835, Orschwiller ne possédait que la fontaine de la place publique, où les paysans et les pâtres abreuvaient le bétail. Elle était alimentée par la source de Stiermatt, mais ne pouvait contenir que 150 hl d'eau. C'était nettement insuffisant, en cas d'incendie surtout. Il fallut donc chercher d'autres sources, plus abondantes. Par l'achat du Meyerhof, la commune acquit le puits abondant qui s'y trouvait. Ce puits devait alimenter, dès 1868, la fontaine de la place des charpentiers. En 1887, le maçon Stœrckel construisit une fontaine devant la maison Koch. Mais le problème n'était pas résolu pour autant. On avait agrandi la fontaine publique, mais par temps de sécheresse, elle se vidait rapidement. Pour remédier à cette situation on capta les sources de la Stiermatt et du Dassenbergtal. En 1902, on y construisit un réservoir. La conduite d'eau fut réalisée par tranches dans les différents quartiers : 120 habitants avaient déjà souscrit leur raccordement. Pour la conduite d'eau, on s'était servi d'abord de bois, puis de pierres de taille, puis de tuyaux en terre cuite et enfin de tuyaux en fonte. Ces transformations successives étaient fort coûteuses et le problème n'était toujours pas entièrement résolu ; les ressources en eau de la Stiermatt et du Dassenberg s'étaient révélées trop faibles.
En 1907, la commune acheta une source au Taennchel, près de Thannenkirch. Ce fut aussi la source de bien de conflits avec la commune de Thannenkirch et les communes qui utilisaient déjà cette source. Finalement on trouva un terrain d'entente. En 1928 le maire Joseph Zimmermann a pu créer un syndicat intercommunal, comprenant Saint-Hippolyte, Rodern, Rorschwihr et Orschwiller, pour l'utilisation des eaux qui du Taennchel se déversaient dans la Lièpvrette.

### Les périodes de guerres

#### La guerre de 1870

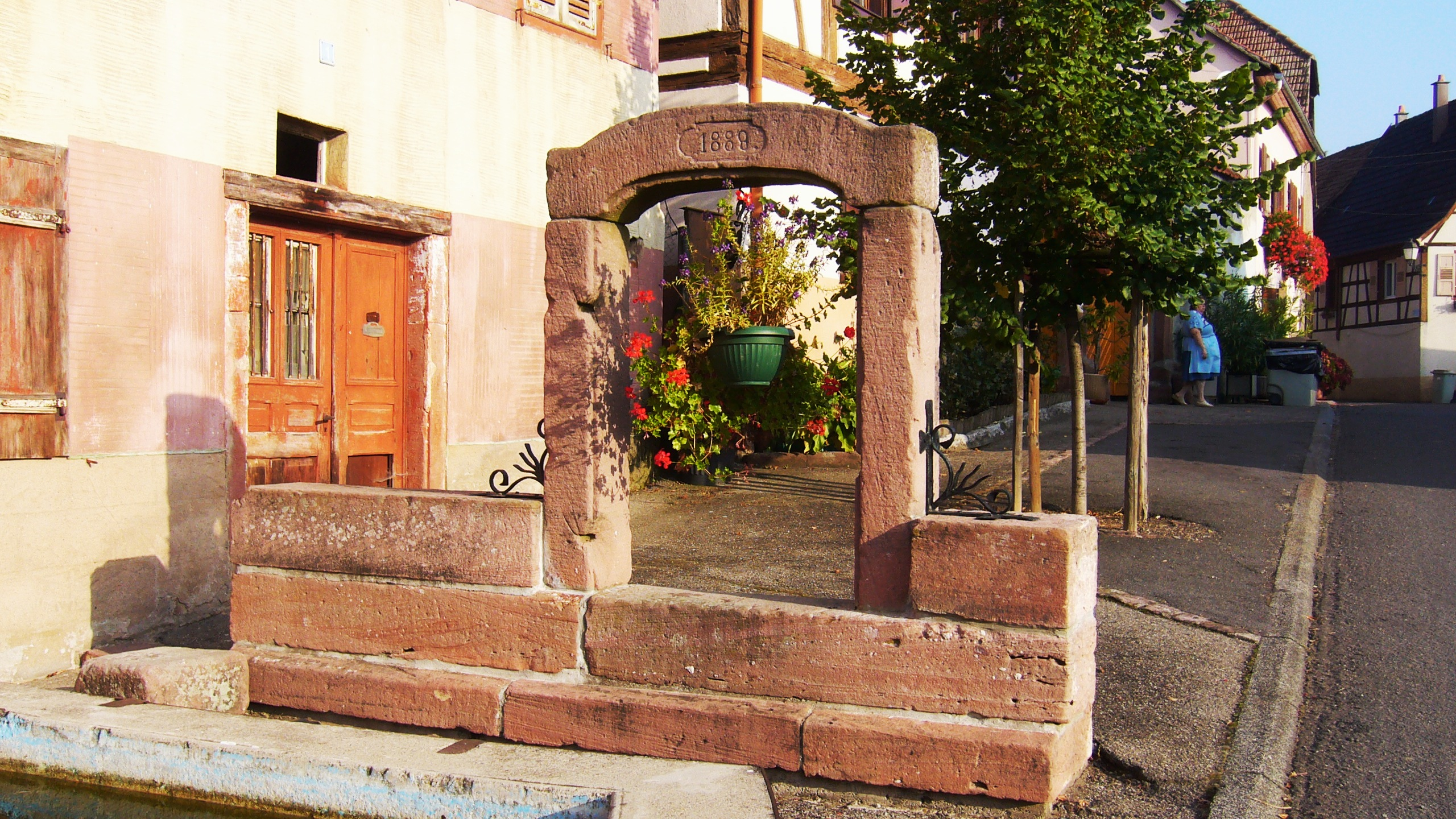
Banc reposoir de 1889.

L'annexion de l'Alsace et de la Lorraine par le traité de Francfort (10 mai 1871) amena quelques changements dans la localité. La langue allemande devint obligatoire, mais la discipline germanique n'est pas parvenue à enrayer complètement la langue française. On ignore si les habitants d'Orschwiller ont opté pour la France. Dans l'ensemble les habitants se résignèrent à la nouvelle situation. Le conseil municipal dut être renouvelé. Les élections n'amenèrent cependant aucun changement notable. Joseph Egélé, maire depuis 1865, resta en place. Lors de la première venue de l'empereur et de l'impératrice allemands à la ruine du château du Haut-Koenigsbourg, la ville d'Orschwiller a dû débourser 177 Marks pour le diner de gala qui s'est déroulé au restaurant Fahrer. Il a également été chargé de verser 16 marks pour les écoliers, 27 marks pour les délégués du conseil municipal chargés de rendre les hommages à l'empereur.
À titre de travaux effectués durant cette période, on peut noter la construction de l'école du Meyerhof, l'amélioration des rues du village et des chemins campagnards et forestiers, l'aplanissement de la place de la chapelle et la construction d'un central téléphonique. En 1904, le courant électrique est amené de la Kapellenmühle près de Sélestat. La mairie avait été déclarée trop petite et insalubre par le conseil départemental. Elle englobait l'école des garçons, le logement de l'instituteur et une salle pour les archives. Un incendie détruisit le tout le 6 avril 1911, sauf la salle des archives qui a pu être préservée. En 1912, une nouvelle mairie fut construite à la même place pour la somme de 25 000 marks, dont 11 000 à la charge des assurances, 6 000 à celle de l'État, les 8 000 restants étant couverts par un emprunt. Du coup, le montant des impôts grimpèrent de près de 40 % en 1912 et de 30 % en 1913. À la même époque, la commune acheta la vieille maison Sigfrid qu'on démolit pour créer une place publique.

#### La guerre 1914-1918
Pour se venger du meurtre de l'héritier d'Autriche assassiné par les Serbes à Sarajevo, l'empereur d'Autriche François Joseph déclara la guerre à leur pays en révolte. Ce fut l'étincelle qui déclencha une conflagration rapide entre toutes les puissances européennes. Ce fut le début de la première guerre mondiale. Le 1er août 1914, l'Allemagne déclara la guerre à la France. Les deux pays décrétèrent la mobilisation générale. Comme l'Alsace était pays annexé à l'Allemagne, tous les jeunes alsaciens furent mobilisés dans l'armée allemande et envoyés sur tous les fronts. Parmi les jeunes gens envoyés au front, on dénombra une centaine de jeunes recrues originaires d'Orschwiller. Ce fut une malédiction pour les familles qui virent partir leur garçon dont l'aide était pourtant indispensable pour les travaux journaliers. La moisson ne rentrait plus, les chevaux furent réquisitionnés, les femmes restaient seules avec les jeunes enfants et quelques vieillards. Tous les revenus de l'État allemand et des particuliers furent engloutis pour financer cette guerre. Les denrées alimentaires grimpèrent en flèche et furent rationnées, ce qui causa encore un peu plus de misère auprès de la population. En plus, toutes les communes alsaciennes furent obliger de verser de nouvelles contributions, de souscrire des emprunts qui ne furent d'ailleurs jamais remboursés. Cependant, malgré tous les obstacles liés à la guerre et au rationnement la commune se fit un honneur d'envoyer à chaque incorporé un colis de victuailles pour la fête de Noël. Les trois cloches de l'église d'Orschwiller furent réquisitionnés pour être fondues afin de produire de nouvelles armes. En 1916, un régiment de bavarois était resté cantonné dans le village. La commune eut à déplorer la mort de 27 jeunes gens au cours de ce conflit mondial. Ces différentes disparitions plongèrent les épouses ou les mères dans un profond chagrin auquel compatissait la population. La guerre prit fin le 11 novembre 1918. Au soulagement de revoir les survivants s'ajouta la joie du retour à la France. Les rues furent pavoisées aux couleurs de la France. Au cri de "vive la France" les enfants agitèrent frénétiquement leurs petits drapeaux qui avaient été confectionnées hâtivement pour la venue des premiers soldats français dans le village. L'instituteur apprenait aux enfants "la Marseillaise". Le conseil municipal participa à la collecte pour venir en aide aux victimes de la guerre et pour la reconstruction des villes et villages détruits. Après la guerre on érigea un monument aux morts qui fut inauguré le 9 décembre 1919 béni par le curé Vierling, en présence du Sous Préfet de Sélestat. Le monument était flanqué de deux drapeaux tricolores portant l'image du Sacré-Cœur, que les catholiques de Paris avaient prié durant toute la guerre à la basilique de Montmartre pour la victoire de l'armée française. Une plaque portant le nom des 27 victimes fut fixée au mur de l'église en face du monument. En 1920 on planta sur la place publique, un "Arbre de la liberté". En signe de reconnaissance on érigea dans le village une grotte de Lourdes pour remercier la madone d'avoir préservé le village de la destruction. Cette grotte fut placée dans la cour de l'école à l'initiative de Sœur Cornélia. Avec la libération du village, on assista à des excès de zèle de la part de certaines personnalités. Le curé du village, Vierling fut l'objet d'une campagne de calomnies à qui on lui reprochait d'avoir enseigné le catéchisme et de faire chanter les cantiques en langue allemande à la messe dominicale. Mais peu à peu la situation se normalisa et ce fut le retour des soucis habituels. On vota un crédit pour l'achat d'une batteuse et la construction d'un hangar. On octroie des subventions aux familles nombreuses, et on se pencha de satisfaire les vignerons pour lutter contre les maladies de la vigne. On octroya des subventions pour la désinfection des forêts. On vota une autre subvention destinée à aider les plus dépourvus de se rendre en autobus à bon compte à Sélestat ou à Colmar. Le curé du village note dans sa chronique que l'approche des élections ne fut sans doute pas étrangères à ce regain de générosités. En 1919 après un demi-siècle d'intense germanisation, la plupart des instituteurs ne savaient guère ou mal le français; quelques-uns furent envoyés à l'intérieur en stage de perfectionnement dans la langue française. Bien qu'il parlât bien le français, l'instituteur Rossfelder préféra prendre la retraite, pensant qu'il éprouverait des difficultés à s'adapter aux nouvelles méthodes d'enseignement. Dans sa décision entra sans doute aussi le souvenir des inimitiés qu'il croyait à tort s'être faites durant la guerre, en qualité de greffier chargé de la distribution des bons de rationnement alimentaire.

#### La guerre 1939-1945
La France a été entraînée dans la guerre par suite de son alliance militaire avec la Pologne, envahie par les troupes nazies. La guerre est déclarée le 3 septembre 1939. Une fois de plus, tous les jeunes furent mobilisés. Au début, tout semblait calme en Alsace, sauf pour les personnes qui, situées à proximité du Rhin et de la « ligne Maginot », furent évacuées au sud de la Loire. Orschwiller a été épargnée. Un régiment a cantonné dans le village. Le 15 juin 1940, les troupes allemandes franchirent le Rhin et pénètrent en Alsace malgré la Ligne Maginot. La France signa un armistice et le 25 juin 1940, l'Alsace fut annexée de fait au Troisième Reich. Cet acte entraîna bien des malheurs. Le conseil municipal fut dissous et le maire, avec le titre de Ostsgruppenleiter, fut nommé d'office. Beaucoup d'Alsaciens, croyant bien faire en prenant les affaires en main, en essayant d'infléchir la nouvelle législation, ont été finalement forcés de prendre des décisions contraires à leurs opinions. M. Eugène Dœrrbecher assuma cette lourde charge à Orschwiller. Avec le retour des Forces Française], il subit de graves dommages. La résistance contre le régime hitlérien était restée clandestine. On s'était résigné à la législation hitlérienne par peur d'être envoyé à Schirmeck, le camp où de nombreux Alsaciens ont passé de rudes épreuves. Parmi eux, il y avait monsieur Charles Allimant, emprisonné à Schirmeck pour avoir manifesté trop ostensiblement ses sentiments français. Charles Allimant sera élu Maire d'Orschwiller en 1945, fonction qu'il conservera jusqu'en 1965. Un de ses aïeux avait été capitaine sous Napoléon Ier et sa maison était ornée de souvenirs du temps français. Pour garder un poste administratif, il fallut prouver par l'arbre généalogique qu'on était de descendance aryenne et non juive et se faire inscrire au parti N.S.D.A.P (Nationalsozialistische deutsche Arbeiterpartei). De nombreux cas de conscience se posaient ! Le Concordat fut aboli. L'enseignement religieux resté toléré, mais les religieuses furent expulsées de l'enseignement et engagées dans les hôpitaux militaires pour soigner les blessés. L'enseignement de la langue française fut interdit. L'instituteur Schweitzer, qui refusa de collaborer, fut remplacé par un Allemand. Il resta greffier jusqu'au jour où cette fonction fut confié à un Badois de Waldkirch. Tous les jeunes furent enrôlés de force dans l'armée allemande et envoyés au front. Les années 1944-1945 furent particulièrement meurtrières. Quatorze jeunes gens d'Orschwiller, âgés de 20 à 25 ans périrent sur les champs de bataille, la plupart en Russie. Leur nom figure sur la place commémorative du monument aux morts. Quelques-uns ont été déclarés "disparus". D'autres ont été faits prisonniers et internés au camp de Tambow (Russie), où l'un, Raffath Paul, est mort épuisé par les souffrances et l'autre, Eblin Antoine, en est revenu miné dans sa santé.

#### La libération
En juin 1944, les Américains débarquèrent en Normandie, tandis que les Forces françaises libres, remontant la vallée du Rhône, progressèrent rapidement jusqu'à la Trouée de Belfort. Le 23 novembre, les troupes du général Leclerc, fonçant à travers le col de Saverne, avaient arboré le drapeau tricolore sur la flèche de la cathédrale de Strasbourg. Orschwiller était encore occupé par les troupes allemandes en retraite. Après la libération de Saint-Dié, les troupes américaines progressèrent à travers la vallée de Villé. Elles s'arrêtèrent momentanément au débouché de la vallée. Le 29 novembre, elles arrivèrent à la Wick et à six heures du soir, les premières grenades éclatèrent aux environs de l'église, dont le clocher servait encore de poste d'observation aux troupes allemandes. Ces grenades endommagèrent la toiture et les vitraux de l'église. Plus grave fut le bombardement du carrefour de la route du vin, où la maison d'Eugène Zimmermann, fut détruite, les autres étant gravement endommagées. Deux soldats allemands furent tués, mais il n'y eut aucune victime parmi les habitants, au moins ce jour-là. La peur régnait dans tous les foyers, jusqu'au 2 décembre où les troupes américaines entrèrent dans le village. Les habitants sortirent de leur cave pour les acclamer. C'était la libération dans l'allégresse générale.
Mais la guerre n'était pas terminée. Durant le mois de décembre et de janvier, les troupes alliées occupèrent le village. Les soldats de la Première Armée Française remplacèrent les Américains et le front se porta vers la forêt de l'Ill. De loin on entendait les coups de canon, car les Allemands occupaient toujours la "poche de Colmar". Alors que la bataille faisait rage aux environs de Bennwihr et de Sigolsheim, le général de Montsabert attaqua la poche au Nord. Partant de la forêt de l'Ill le 23 janvier, il avança lentement, gêné par les conditions atmosphériques, à travers un champ de mines, au prix de lourdes pertes. Passant par Jebsheim et Neuf-Brisach, il libéra Colmar le 2 février.

### La scolarité à Orschwiller
Un document daté de 1788 rapporte que l'école a été vendue. Il s'agissait d'une maison située près de l'église sur le côté droit du sentier qui conduit à Saint-Hippolyte. À cette époque, l'école à classe unique, fut installée dans la maison communale qui servait de mairie et où logeait l'instituteur. Cette maison communale avait déjà son histoire, puisqu'elle avait été brûlée en 1633 par les Suédois et reconstruite en 1660. Comme la population augmentait constamment et qu'il y avait soixante filles d'âge scolaire, la commune créa en 1812, une école de filles, dont elle confia l'enseignement à une religieuse de la Congrégation des Sœurs de Ribeauvillé qui venait d'être fondée. Cette institutrice faisait classe provisoirement rue du château, dans l'actuelle maison Meyer-Bœhrer, qui à cette époque appartenait à la commune. En 1828, celle-ci fit construire à la place de l'ancienne maison communale une nouvelle maison à deux étages qui accueillit à la fois les garçons et les filles. Mais entre-temps, la population avait dépassé le mille. 120 filles étaient entassées dans deux petites salles de classe, où il n'y avait pas suffisamment de places pour s'asseoir. Pour remédie à cette situation intenable, la commune voulut en 1846, construire une nouvelle école de filles sur le jardin du presbytère, mais le curé, soutenu par le Conseil de fabrique s'y opposa. On trouva une solution, quand en 1850 l'occasion se présenta à la commune d'acheter la ferme du Meyerhof, dont l'habitation fut aménagée sommairement en école et la grange en salle d'asile, une des plus anciennes d'Alsace.

## Politique et administration
| Période                                  | Période                   | Identité                                     | Étiquette | Qualité |
| ---------------------------------------- | ------------------------- | -------------------------------------------- | --------- | ------- |
| Les données manquantes sont à compléter. |                           |                                              |           |         |
| mars 1945                                | mars 1965                 | Charles Allimant                             |           |         |
|                                          |                           |                                              |           |         |
| mars 2001                                | En cours (au 31 mai 2020) | Claude Risch, Réélu pour le mandat 2020-2026 | SE        |         |

### Budget et fiscalité 2021

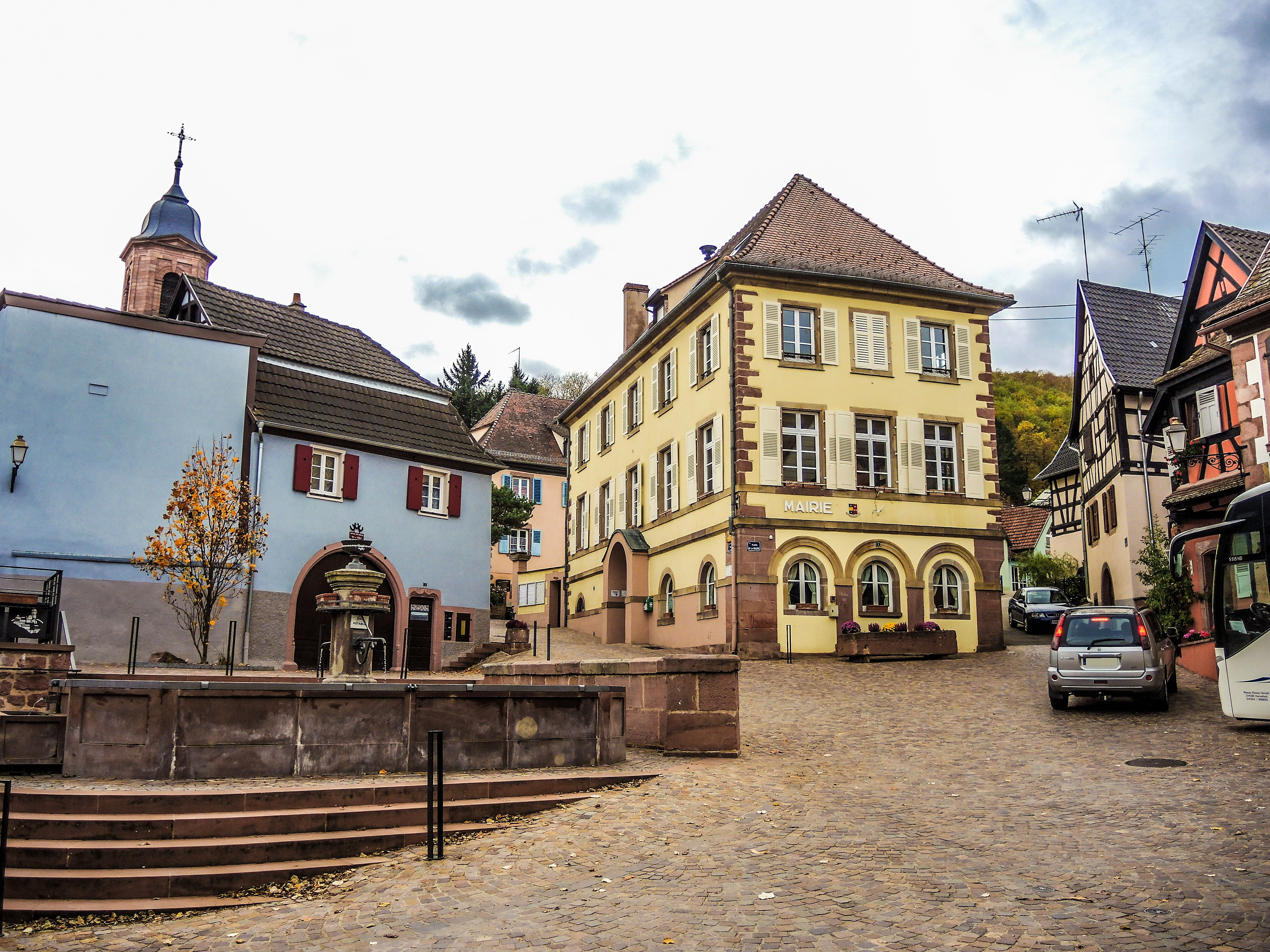
Place du village et mairie.

En 2021, le budget de la commune était constitué ainsi :
- total des produits de fonctionnement : 487 000 €, soit 818 € par habitant ;
- total des charges de fonctionnement : 427 000 €, soit 718 € par habitant ;
- total des ressources d'investissement : 142 000 €, soit 238 € par habitant ;
- total des emplois d'investissement : 89 000 €, soit 149 € par habitant ;
- endettement : 333 000 €, soit 559 € par habitant.

Avec les taux de fiscalité suivants :
- taxe d'habitation : 13,65 % ;
- taxe foncière sur les propriétés bâties : 22,24 % ;
- taxe foncière sur les propriétés non bâties : 43,47 % ;
- taxe additionnelle à la taxe foncière sur les propriétés non bâties : 45,11 % ;
- cotisation foncière des entreprises : 15,19 %.

Chiffres clés Revenus et pauvreté des ménages en 2019 : médiane en 2019 du revenu disponible, par unité de consommation : 25 670 €.

## Population et société

### Démographie

#### Pyramide des âges
L'évolution du nombre d'habitants est connue à travers les recensements de la population effectués dans la commune depuis 1793. Pour les communes de moins de 10 000 habitants, une enquête de recensement portant sur toute la population est réalisée tous les cinq ans, les populations de référence des années intermédiaires étant quant à elles estimées par interpolation ou extrapolation. Pour la commune, le premier recensement exhaustif entrant dans le cadre du nouveau dispositif a été réalisé en 2006.

En 2022, la commune comptait 627 habitants, en évolution de +3,13 % par rapport à 2016 (Bas-Rhin : +3,17 %, France hors Mayotte : +2,11 %).
| 1793 | 1800 | 1806 | 1821 | 1831 | 1836 | 1841 | 1846  | 1851 |
| ---- | ---- | ---- | ---- | ---- | ---- | ---- | ----- | ---- |
| 627  | 680  | 659  | 812  | 985  | 987  | 973  | 1 014 | 997  |

| 1856 | 1861 | 1866 | 1871 | 1875 | 1880 | 1885 | 1890 | 1895 |
| ---- | ---- | ---- | ---- | ---- | ---- | ---- | ---- | ---- |
| 942  | 949  | 952  | 992  | 877  | 843  | 813  | 727  | 740  |

| 1900 | 1905 | 1910 | 1921 | 1926 | 1931 | 1936 | 1946 | 1954 |
| ---- | ---- | ---- | ---- | ---- | ---- | ---- | ---- | ---- |
| 753  | 745  | 664  | 569  | 550  | 530  | 528  | 510  | 512  |

| 1962 | 1968 | 1975 | 1982 | 1990 | 1999 | 2006 | 2011 | 2016 |
| ---- | ---- | ---- | ---- | ---- | ---- | ---- | ---- | ---- |
| 526  | 513  | 494  | 605  | 562  | 535  | 564  | 624  | 608  |

| 2021 | 2022 | - | - | - | - | - | - | - |
| ---- | ---- | - | - | - | - | - | - | - |
| 615  | 627  | - | - | - | - | - | - | - |

### Enseignement
Établissements d'enseignements :
- Écoles maternelles et primaires à Orschwiller, Kintzheim, Rorschwihr,
- Collèges à Ribeauvillé, Sélestat,
- Lycées à Ribeauvillé, Sélestat.

### Santé
Professionnels et établissements de santé :
- Médecins à Saint-Hippolyte, Kintzheim, Bergheim, Châtenois,
- Pharmacies à Bergheim, Châtenois, Scherwiller, Ribeauvillé,
- Hôpitaux à Ribeauvillé, Sélestat, Dambach-la-Ville, Kaysersberg,
- Groupement hospitalier de territoire Basse-Alsace Sud-Moselle.

### Cultes
- Culte catholique, Chatenois, Communauté de paroisses[45], Diocèse de Strasbourg.

## Vivre à Orschwiller

### Culture
Médiathèque intercommunale : La Médiathèque intercommunale est un service de la Communauté de Communes de Sélestat et fonctionne en réseau avec les bibliothèques de Châtenois, Ebersheim, Baldenheim et Scherwiller. Par ailleurs elle propose une programmation culturelle tout au long de l’année : expositions, conférences, rencontres, spectacles, contes, ateliers et jeux.

### Festivités et évènements
Tous les deux ans, début décembre, le village tient son traditionnel marché de Noël, avec ses artisans d'autrefois, la joie et les jeux des enfants, la musique, les décors, concerts.
En parallèle à cela (tous les deux ans également mais en alternance avec le marché de Noël) se dispute la journée détente et loisirs sportifs au cours de laquelle sont invités tous les habitants autour d'un tournoi de football, de pétanque, de parcours de hotte du vigneron et également de s'essayer au parcours sportif des sapeurs-pompiers.
Chorale Sainte-Cécile, assurant l'animation des offices et cérémonies religieuses catholiques.

### Sports
La salle des fêtes accueille le cercle Saint-Maurice. section de tennis de table.

## Économie

### Entreprises et commerces

#### Agriculture
- Cave vinicole d'orschwiller-Kintzeim.
- Culture de la vigne.
- Rucher de Romain.

#### Tourisme
- Chambres d'hôtes.
- Gîtes de France à Kintzeim.
- Hôtels-restaurants à Orschwiller, Châtenois, Sélestat.

#### Commerces
- Commerces et services de proximité à Orschwiller, Dambach-la-Ville, Châtenois, Sélestat, Kintzeim.

## Lieux et monuments

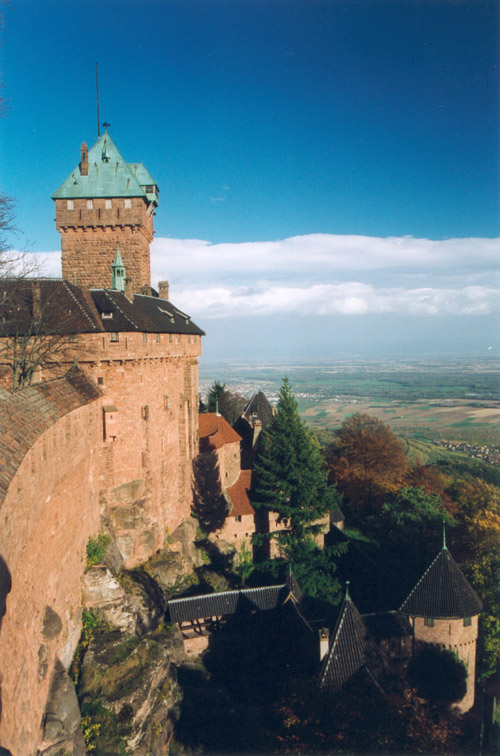
Le Château du Haut-Koenigsbourg.

### Le château du Haut-Koenigsbourg
C'est un château fort alsacien du XIIe siècle, profondément remanié au XVe siècle et restauré avant la Première Guerre mondiale sous le règne de Guillaume II.
Le nom actuel est le résultat de l'adaptation du nom allemand Hohkönigsburg qui se traduit par « haut-château du roi ».

### Le château du Petit-Koenigsbourg ou Château de l'Œdenbourg

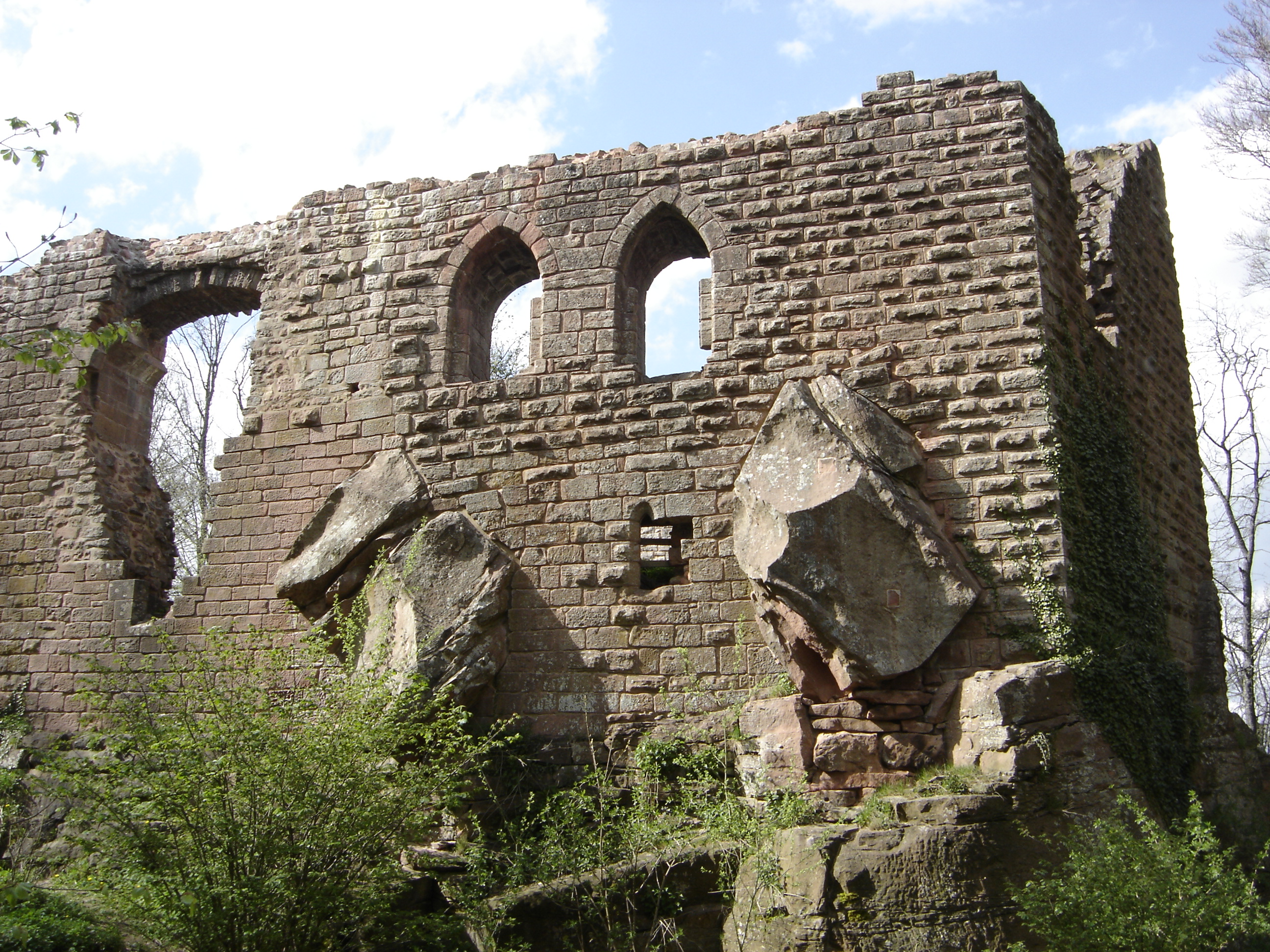
Le Château de l'Œdenbourg.

Le château, dont il reste des ruines, est établi sur une crête rocheuse d’environ 1 000 m de long située à 720 m d’altitude, sur laquelle se trouve également le château du Haut-Koenigsbourg.
Œdenbourg n’est pas le nom d’origine du château. Ce nom est en effet la contraction de l’expression der oden burg, « le château abandonné ».

### Église Saint-Maurice (1779)

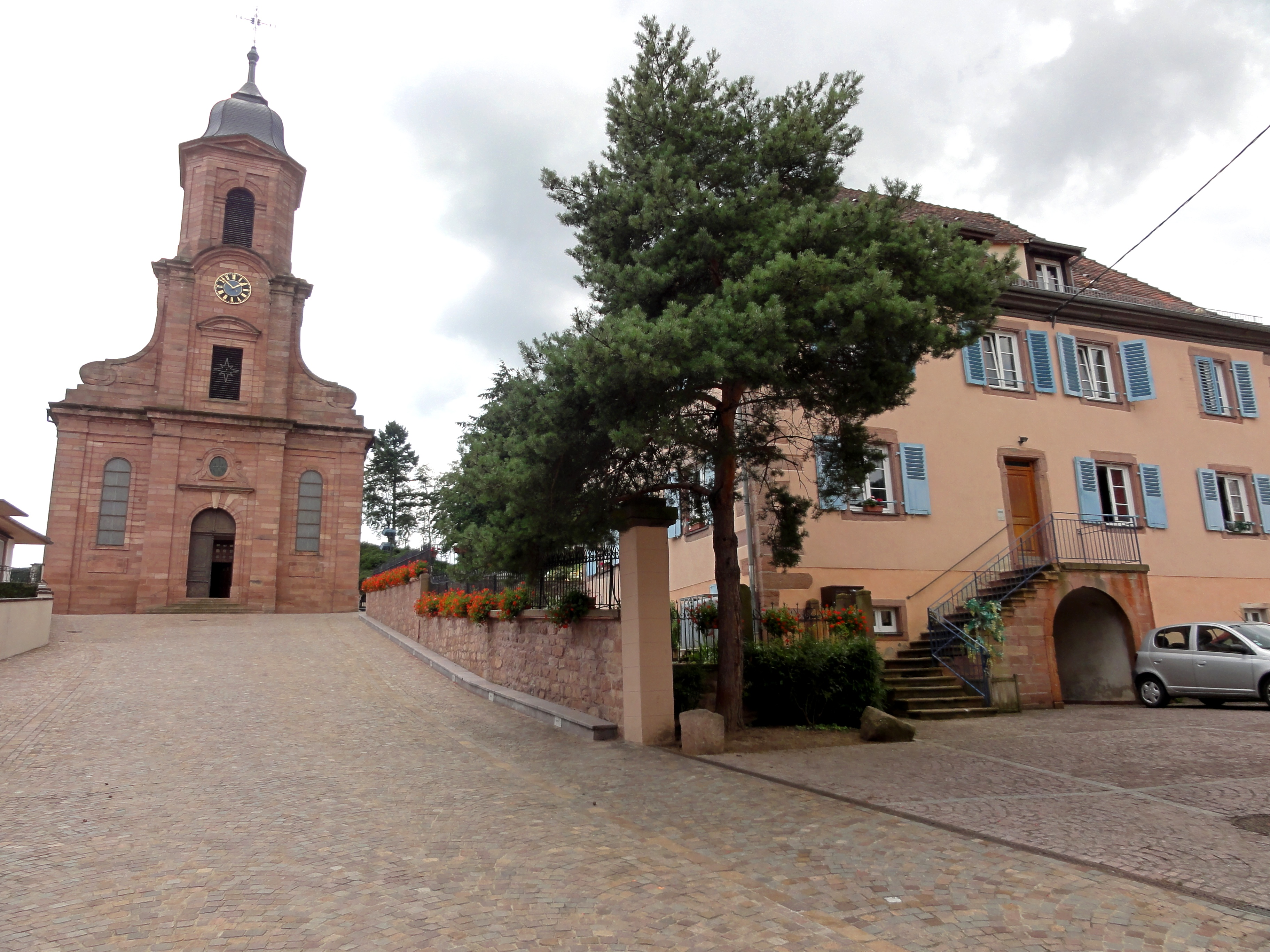
L'église Saint-Maurice et le presbytère.

L'église Saint-Maurice, se trouve sur un ancien sanctuaire érigé au Moyen Âge. Dès l'Antiquité s'élevait sur le promontoire, derrière l'église actuelle un édifice religieux. Il y avait là un cimetière avec une petite chapelle dédiée à saint Michel. L'existence de ce cimetière est attestée par la découverte à cet emplacement d'un sarcophage mérovingien, qui a malheureusement disparu. Or, là où il y avait un cimetière, il y avait ordinairement une église. C'était le cas pour Orschwiller : le coteau à proximité porte le nom de « Kirchber ». Peut-être existait-il dès l'Antiquité un temple païen. Le fait que l'édifice chrétien était dédié à saint Michel le laisserait supposer, car le culte de saint Michel a souvent remplacé le culte du Soleil ou de Mercure, le messager des dieux. Tout cela n'est cependant qu'une hypothèse. D'après une gravure de 1632 (donc avant l'incendie du village en 1633 par les Suédois), la porte d'entrée d'Orschwiller était flanquée d'une tour. Au bout du village s'élevait d'après la gravure, une petite église, orientée dans le sens sud-est. Une tour s'élevait au-dessus du chœur, orientée vers Guémar. Le curé Huss (1873-188) trouva aux environs de l'église des pierres de taille de style gothique. Si ces pierres provenaient de l'ancienne église, celle-ci ne pouvait remonter qu'au Moyen Âge. Mais rien ne s'oppose à ce qu'une église ait déjà existé à cet emplacement. Il est fort possible qu'une église de style gothique ait été construite par les moines de l'abbaye d'Ebersmunster, puisque l'abbé de ce monastère, en tant que constructeur de l'église, s'arrogea le droit de nommer le curé ; ce droit lui fut contesté 1254 par le chevalier Berthold de Altenkastel. L'évêque Henri III de Stahleck trancha le conflit en faveur du chancelier.
La Réforme n'a pas été introduite à Orschwiller, bien que le seigneur de Sickingen fût protestant; les Sickingen n'étaient que les baillis des Habsbourg qui étaient restés fidèles à Rome. Orschwiller est donc resté un village essentiellement catholique. Il y a eu cependant des familles protestantes qui se sont implantés au village, mais elles ne furent jamais dominantes.
L'église primitive est incendiée par les Suédois en 1633. Elle sera reconstruite rapidement et accueille à nouveau les fidèles dès 1660 jusqu'à 1778. On y honorait tout particulièrement la Vierge du Langenberg, une sculpture qui montre la madone donnant un baiser sur la bouche de son enfant. L'œuvre est toujours conservée dans l'église actuelle. Une légende auréole la statue. La tradition rapporte que la statue fut retrouvée sur le Langenberg après la démolition de l'ancienne église. On transporta donc la statue dans la nouvelle église. Mais dès le lendemain, la statue avait disparu et on la retrouva à la même place, sur le Langenberg, près d'une source. La statue fut, une nouvelle fois rapportée. On comprit alors qu'il fallait placer la statue de telle sorte qu'elle puisse se tourner vers le Langenberg. Chose faite aussitôt. Depuis la statue est restée fidèlement à sa place. L'ancienne église reconstruite était devenue trop petite pour accueillir la population qui était en constante augmentation. Elle fut donc démolie. Entretemps, les offices se déroulaient dans la chapelle du bas du village. La première pierre angulaire fut posée et bénie par le curé Schaal le 17 avril 1779. Quand on édifia la nouvelle église Saint-Maurice, les gens d'Orschwiller allèrent récupérer quelques pierres sur les ruines du Haut-Koenigsbourg, ce qui suscita une vigoureuse protestation du chevalier de Boug propriétaire du château. Avec l'augmentation de la population après la guerre de Trente Ans, le sanctuaire en ruine fut reconstruit mais ne pouvait plus accueillir l'ensemble des villageois. Il a été décidé alors de construire une église plus grande en 1778.
En 1985, le clocher de l'église est détruit par un incendie, ainsi que les vitraux du XIXe siècle, les tableaux et retables. On craignit la destruction de la statue de la Vierge, mais elle avait été heureusement épargnée par le feu. Les flammes avaient léché la niche qui abritait la Madone, mais celle-ci fut épargnée.
Deux années plus tard, l'église était reconstruite. L’incendie avait également détruit le positif de l'orgue et entraîna le démontage de l'orgue,,,. Il sera restauré et remonté en 1989 par la maison Muhleisen,.

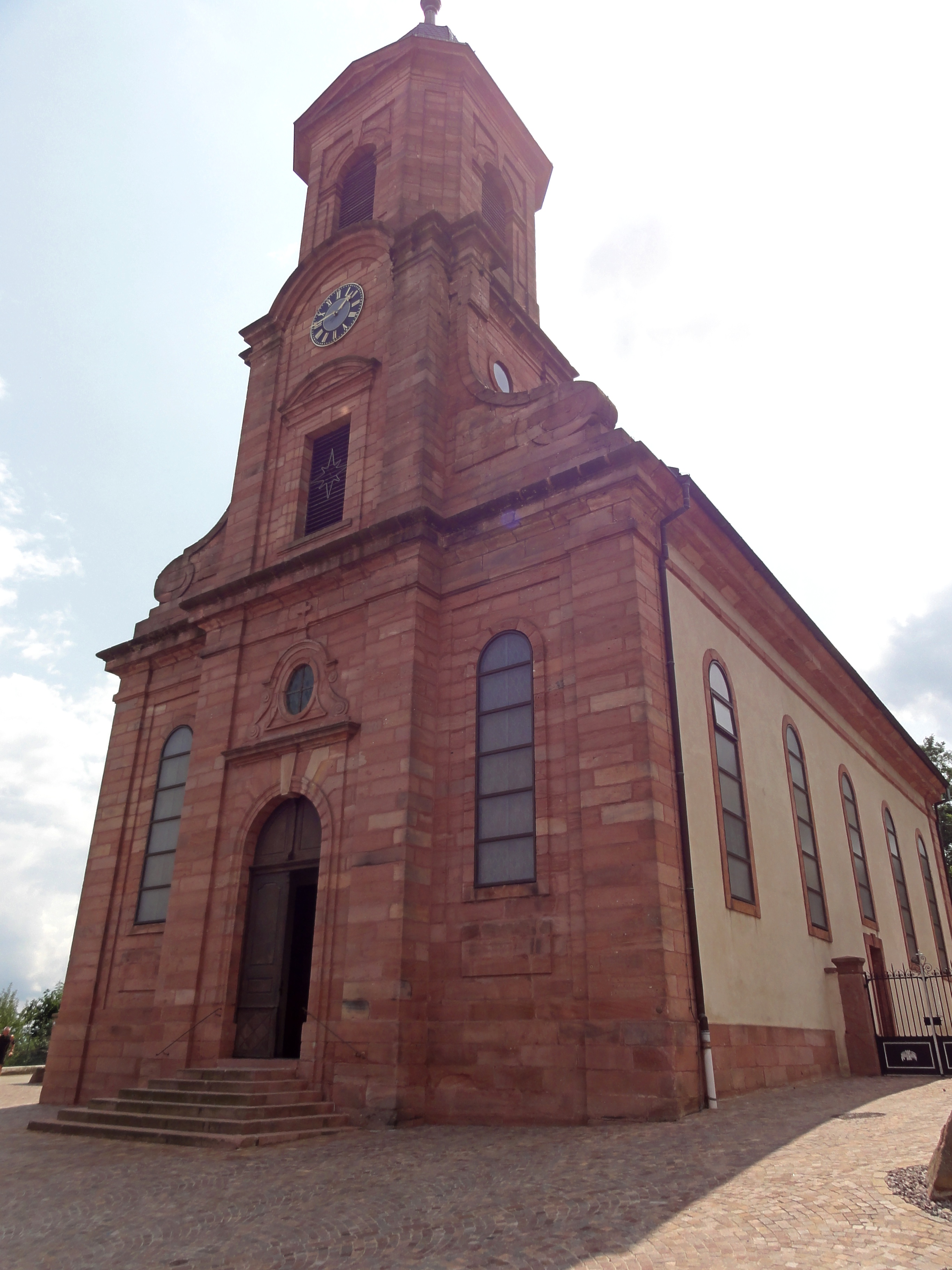
Église Saint-Maurice.
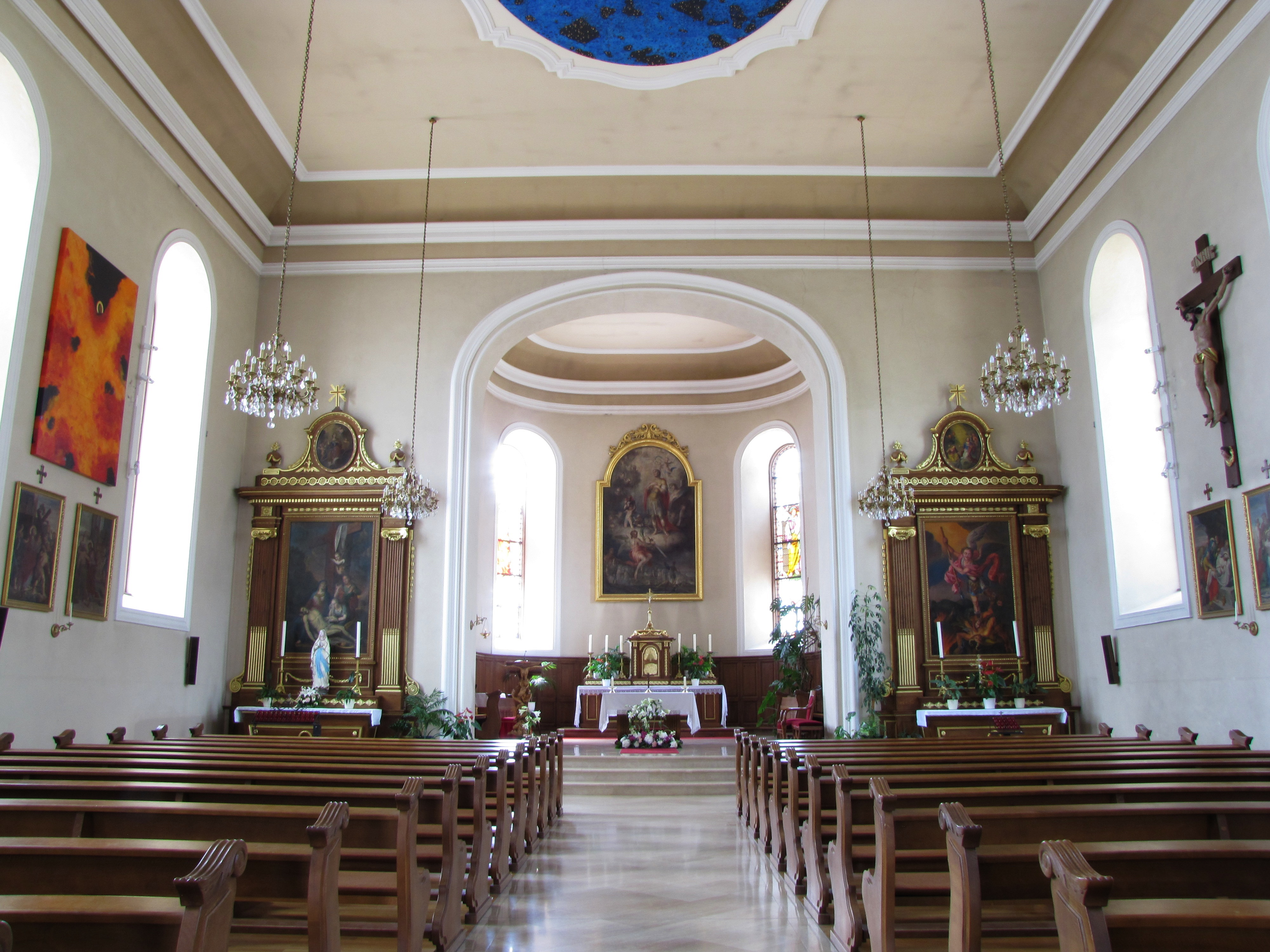
Vue intérieure de la nef vers le chœur.
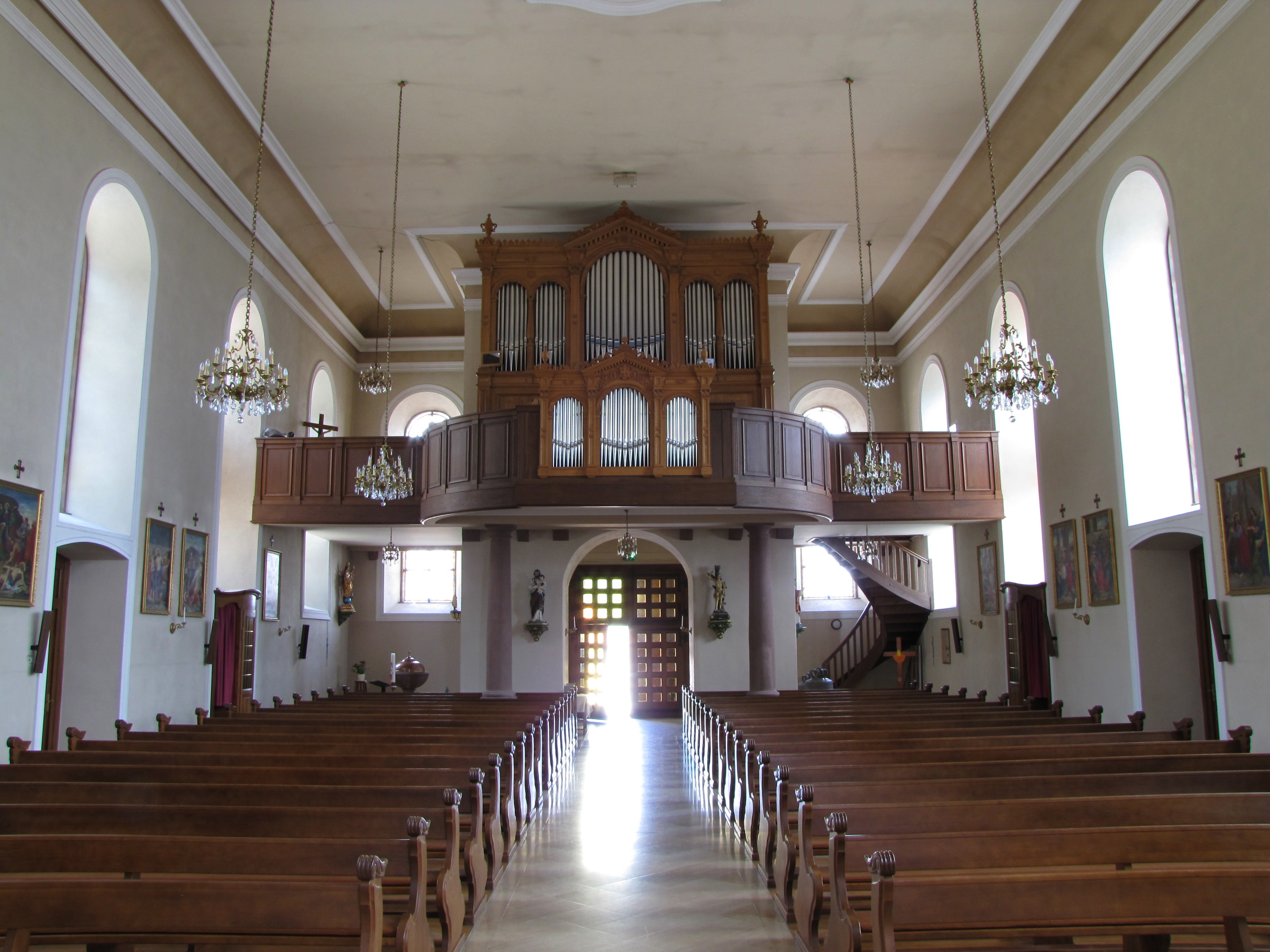
Vue intérieure de la nef vers la tribune d'orgue.
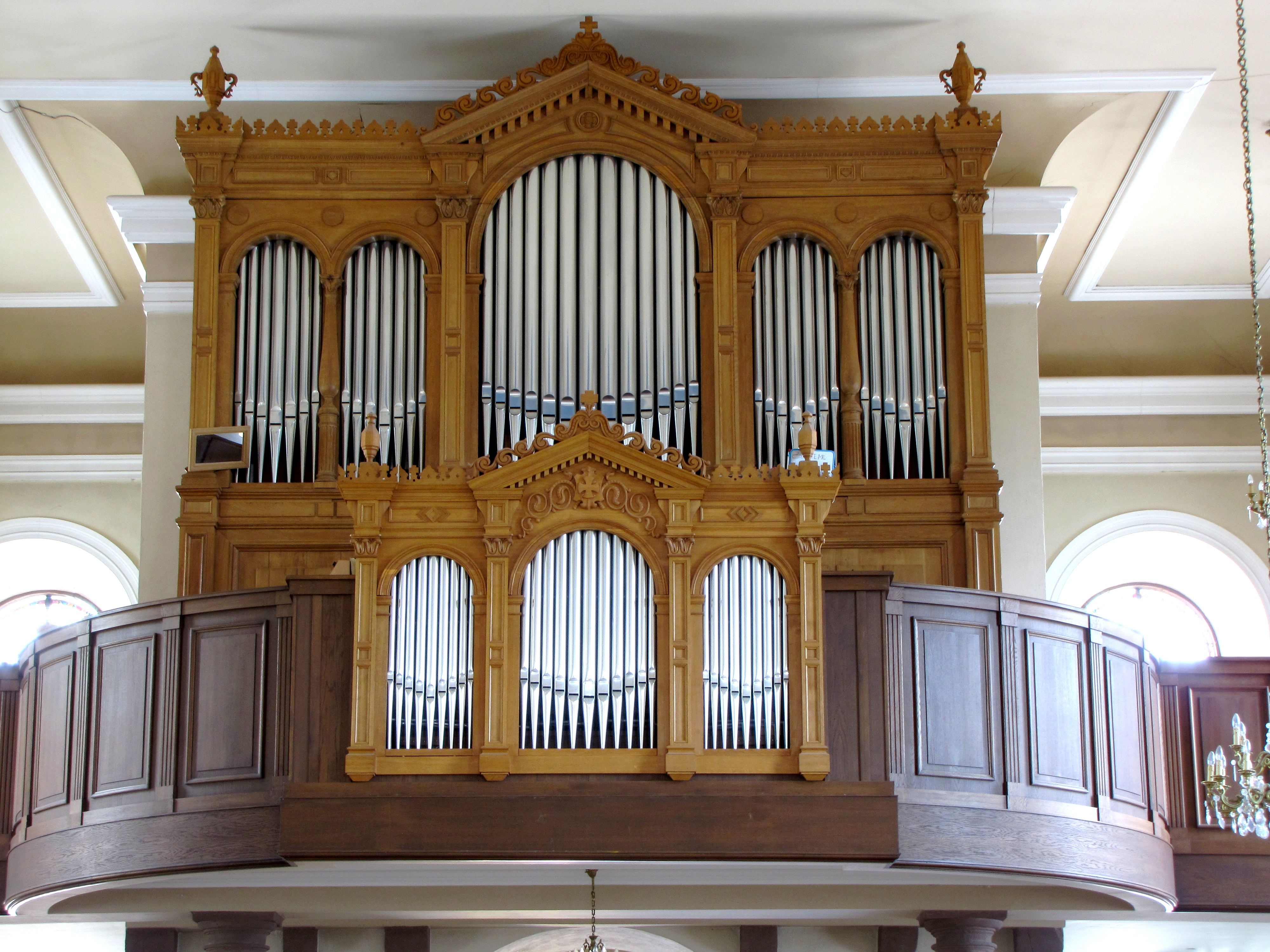
Orgue Stiehr-Mockers (1852).
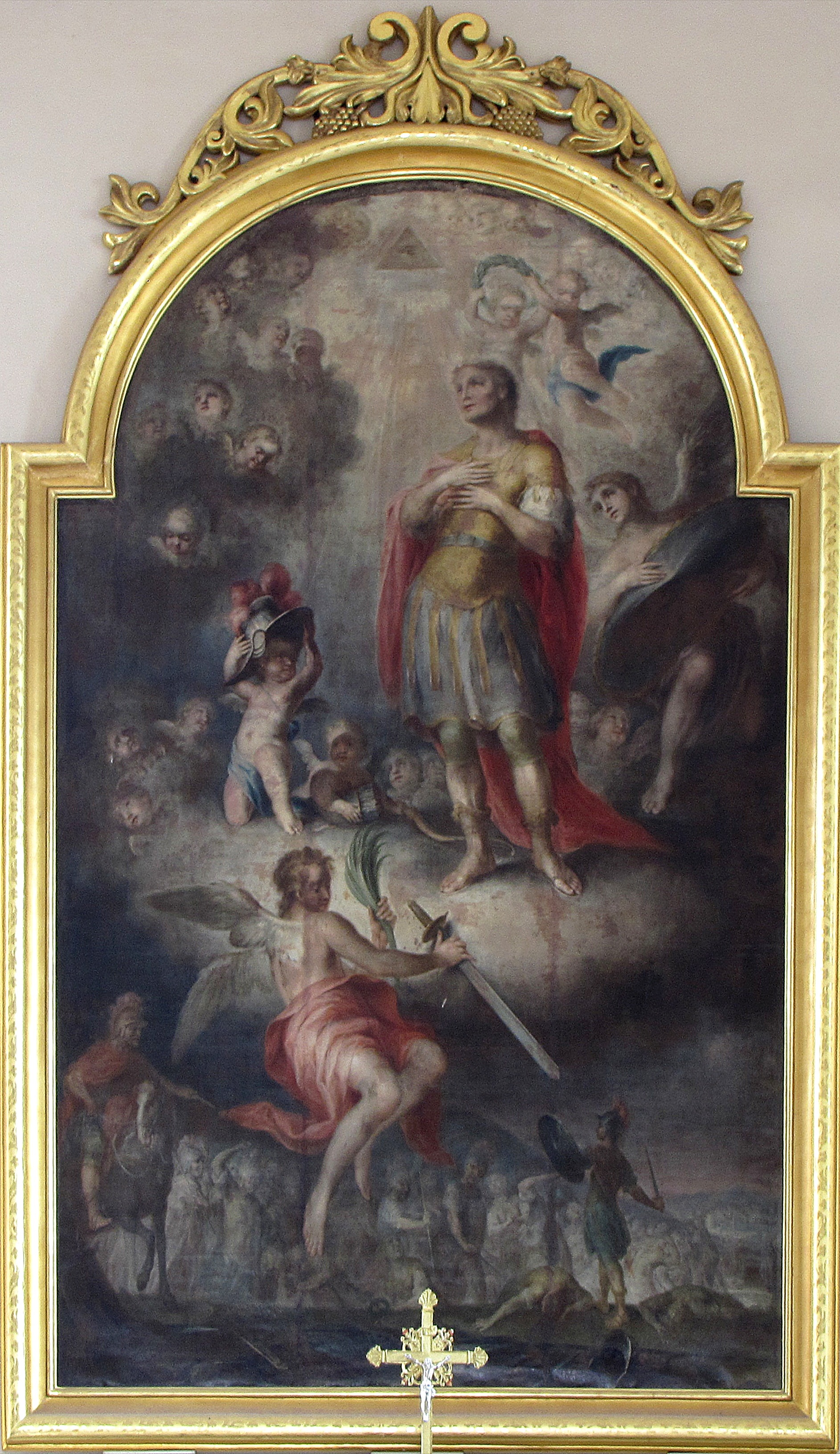
Tableau du maître-autel « Saint-Maurice » (1803).

### La Vierge du Langenberg
Bois polychrome du XVIIe siècle. Cette statue a été retrouvée sur les flancs de la montagne à une date indéterminée. La Vierge embrasse l'Enfant Jésus sur la bouche.

### Les nombreuxBildstœckelsur le ban d'Orschwiller

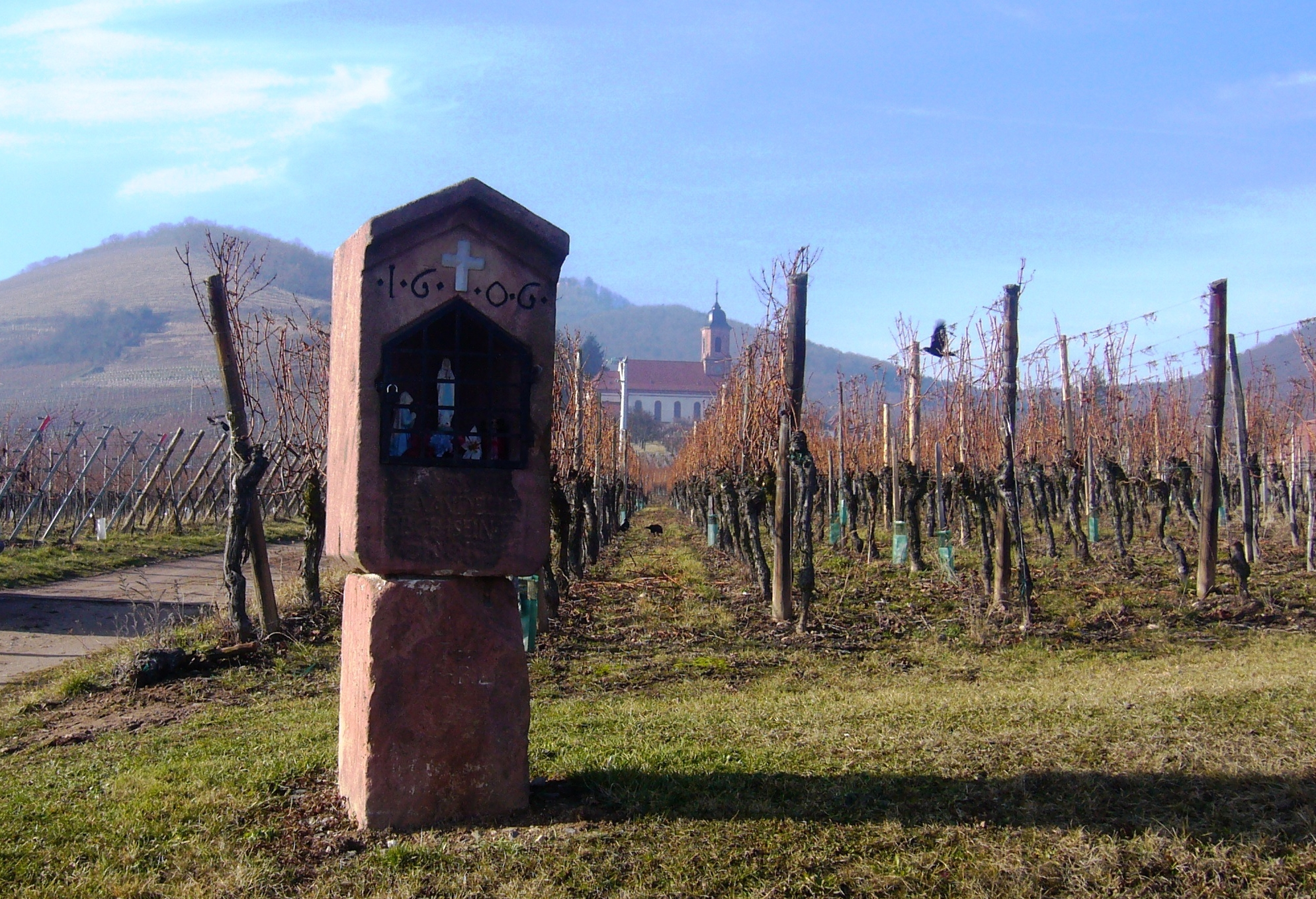
Petit sanctuaire ou Bildstœckel daté de 1606 se trouvant au bord de la route entre Orschwiller et Saint-Hippolyte.

La piété populaire semble avoir revêtu une très profonde ferveur. Les paysans aimaient se recueillir dans la prière après une dure journée de labeur pour implorer la bénédiction divine et l'intercession des saints. À l'époque le culte des saints tenait une grande importance dans la piété populaire. Presque toutes les maisons étaient décorées d'images pieuses, les commodes garnies de statuettes et les chapelles tapissées d'ex-voto. Devant ces images pieuses on priait beaucoup, surtout pendant les longues soirées d'hiver et on y allumait des cierges bénis à la chandeleur ("Maria-Lichtmess") pour éloigner la foudre et la menace des orages. Le curé d'alors bénissait les aliments d'usage courant : le pain, le vin, le sel. Avant d'entamer une miche de pain, la mère de famille marquait avec un couteau un signe de croix. On accrochait aux murs de l'étable des couronnes de romarin, que le curé avait bénies au préalable en les rapprochant de l'hostie consacrée exposée pendant l'octave de la Fête-Dieu. Devant les bildstœckel on priait aussi beaucoup pour les défunts de la commune. Une ou deux veillées de prière rassemblaient les parents et les amis du défunt devant la dépouille mortelle. Les enterrements mobilisaient souvent toute la population.

### Pietà
Bois polychrome du XVIIIe siècle. La polychromie de cette statue date sans doute du XIXe siècle. La Vierge de pitié est un thème classique de l'iconographie religieuse. La position du Christ, presque assis sur les genoux de Marie est originale. Le traitement des personnages correspond bien au sentimentalisme qui règne alors dans le domaine artistique.

### Chapelle Saint-Joseph

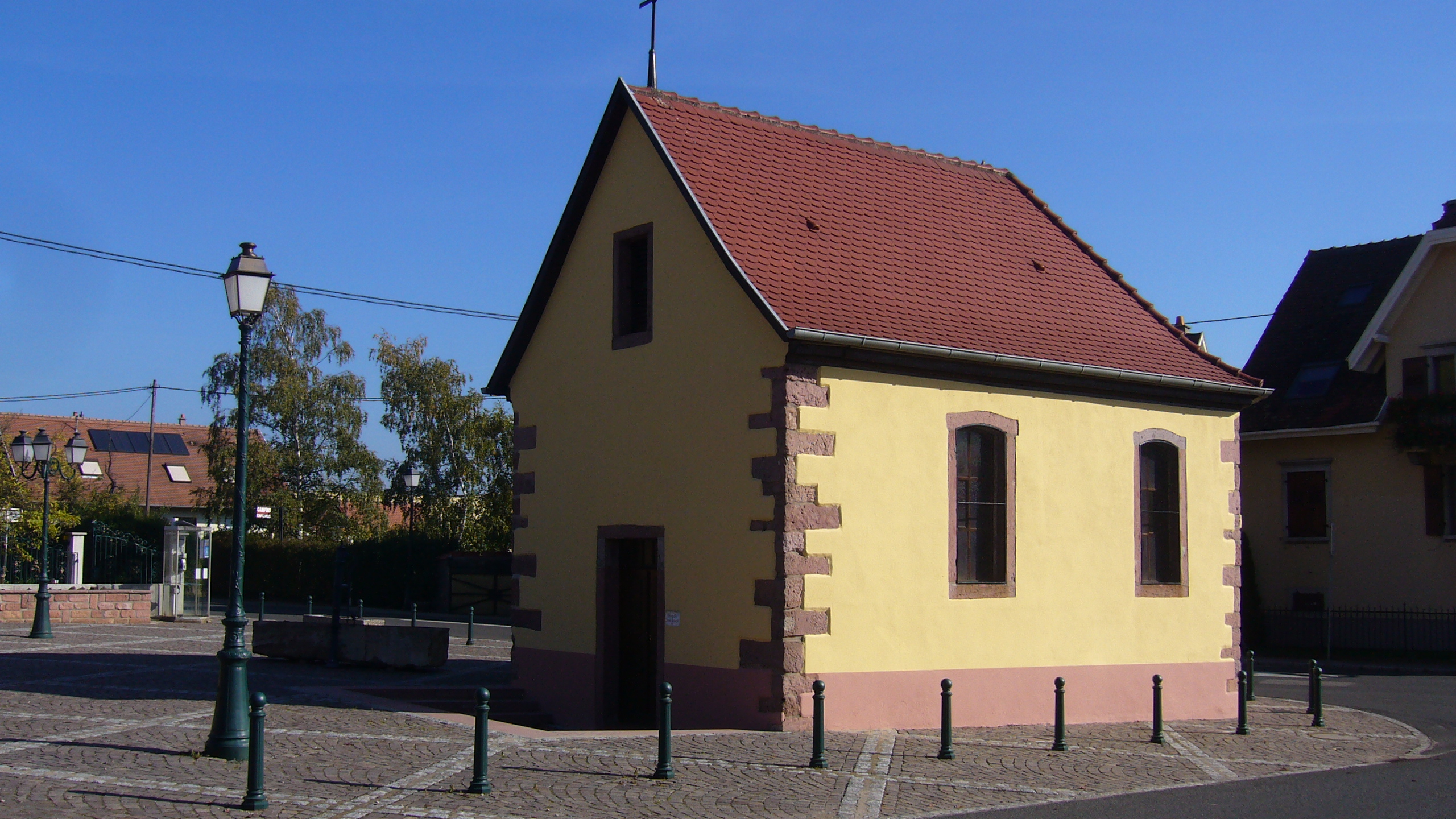
Chapelle Saint-Joseph.

L'ancienne chapelle se trouvait à l'entrée du village et s'adossait à une tour-porte qui fermait le village au XVe siècle. Elle était un lieu de pèlerinage pour les paroisses voisines. En 1633, les hordes suédoises, engagées par le parti protestant lors de la guerre de Trente Ans, pillent le village et y mettent le feu.
La chapelle n'échappera pas au pillage et au saccage. Elle sera reconstruite en 1728,.
On y conserve les statues de Saint-Dominique et de sainte Agathe qui est réputée pour éloigner le feu, les incendies qui proviennent du couvent des Dominicains de Sélestat. La chapelle conserve quatre tableaux du peintre Lucas Neysser originaire de Soultz peints en 1825. La chapelle Saint-Joseph attirait jadis aussi de nombreux pèlerins venus de l'extérieur de la commune. Ainsi en 1690, la paroisse de Scherwiller, en route vers le sanctuaire de Dusenbach, fit halte à la chapelle Saint-Joseph. La commune d'Orschwiller offrit à ces pèlerins du pain et du vin, et les paroissiens s'associèrent à leurs prières.

### La Sainte Famille
Bois polychrome du XVIIIe siècle situé dans la chapelle Saint-Joseph. Cette statue représente Marie et Joseph en manteaux fleurdelisés, tenant par la main Jésus enfant.

### La croix de la Peste
Ce calvaire se trouve sur le carrefour à l'entrée du village d'Orschwiller. Il s'agit d'une haute croix en pierre délimité par une grille en fer forgé qui a reçu le nom de « croix de la Peste ». Elle a été érigée en 1628 pendant la guerre de Trente Ans alors que le village fut pillée et dévastée par de nombreuses troupes étrangères engagées dans des conflits interreligieux. Aux misères et aux récoltes dévastées s'ajoutent les épidémies de peste qui déciment alors une grande partie de la population.
Pour conjurer le sort, il est alors d'usage de dresser à l'entrée des villages des calvaires pour demander au ciel d'épargner la cité ou pour remercier Dieu d'avoir préservé la population de l'épidémie. Une inscription ajoutée plus tard nous révèle que le calvaire a été restauré en 1704, et depuis, régulièrement les habitants entretiennent amoureusement le petit monument. Une autre croix, existait à proximité du petit carrefour de chemins, c'était le gibet du "Galgen". En 1730 la communauté d'Orschwiller consolident le gibet qui menace de s'écrouler. Le bailli du village avait pris pour habitude de prendre les malandrins sur le gibet du "Gelgen". Les habitants du village lassés par des expositions prolongées de cadavres pendus à leur corde, près du gibet commençaient à trouver l'affaire comme de mauvais goût. Le conseil souverain d'Alsace prend la décision dans sa séance du 21 mai 1731 de réfectionner le gibet. Le calvaire a été reconstruit en [1840 et démoli accidentellement, puis reconstruit en 1983 par les familles Zimmermann et Blumberger. Les maîtres d'œuvre de cet imposant calvaire sont les frères Picarella de Wihr-au-Val.

### Bornes
- Borne du Landgraben[64].
- Bornes milliaires[65],[66],[67].

### Monument aux morts
- Monument aux morts[68] : Conflits commémorés : Guerres 1914-1918 - 1939-1945 - AFN-Algérie (1954-1962).

### Personnalités liées à la commune
- L'empereur Guillaume II, sous le règne duquel le château du haut-Koenigsbourg a été restauré.
- Bodo Ebhardt (1865-1945), architecte et historien de l'architecture, chargé des recherches, études et direction des travaux de restauration du château du Haut-Koenigsbourg.
- Joseph Muller (1895-1975), coureur cycliste.

### Sobriquet
Les habitants du village sont qualifiés de Gugugg (coucous). Dans un temps reculé, un habitant d'Orschwiller se promenait dans la forêt. Tout à coup il entendit un oiseau chanter "COUCOU COUCOU". Il fut tellement ravi par ce chant, qu'il alla le raconter au curé (ou au maire..) du village. Celui-ci organisa une procession dans la forêt pour aller honorer l'oiseau. Depuis ce temps les habitants d'Orschwiller sont surnommés les Coucous ! On raconte qu'au printemps, le conseil municipal local fait une sortie solennelle, pour attraper le premier coucou, messager de la belle saison. Une tradition certainement perdue, ou alors perpétuée dans le plus grand secret.

### Héraldique
| Blason de Orschwiller | Blason  | Parti : au premier d'azur de fasce d'or accompagné de deux étoiles du même, au second de gueules aux trois triangles renversés d'argent mal ordonnés.                                                                      |
| Blason de Orschwiller | Détails | Le blason d'Orschwiller est coupé en deux avec une première moitié bleue (azur) et une séparation jaune (fasce d'or) et deux étoiles jaunes. L'autre moitié a un fond rouge (gueule) avec trois triangles blancs (argent). |